# Adlkofen
Adlkofen ist eine Gemeinde im niederbayerischen Landkreis Landshut.

## Geografie

### Geografische Lage

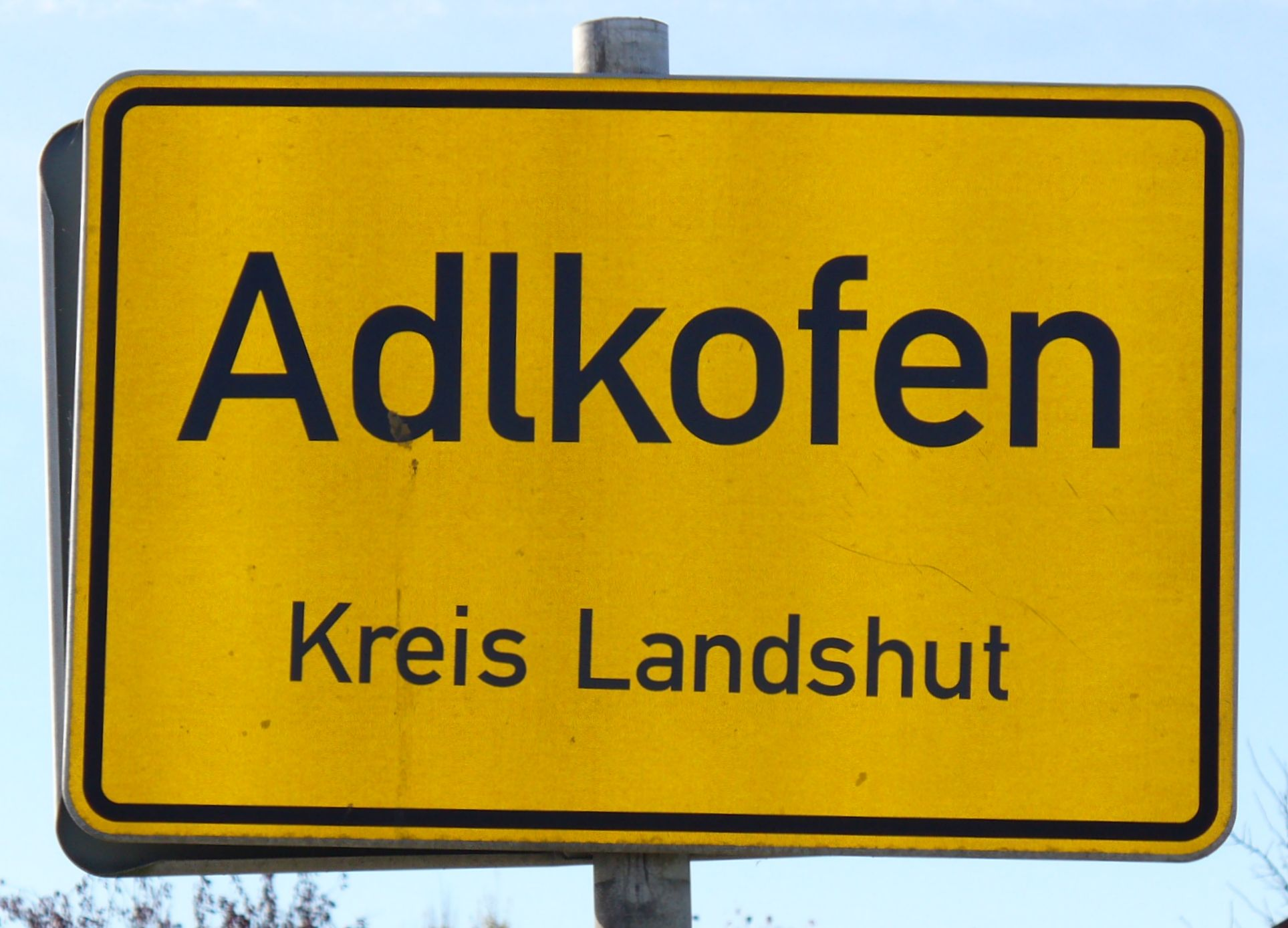
Ortsschild Adlkofen

Der Ort Adlkofen liegt rund acht Kilometer östlich von Landshut und südlich über dem Tal der Isar. Die vier Gemeinden Kumhausen, Geisenhausen, Kröning und Niederaichbach des Landkreises Landshut sowie die Stadt Landshut selbst grenzen daran.
Zu erreichen ist der Hauptort von Landshut aus über die Staatsstraße 2045. Über die Kreisstraße LA 31 erreicht man in südlicher Richtung Geisenhausen und in nördlicher Richtung Niederaichbach. Von Geisenhausen aus hat man Anbindung über die B 299 nach Vilsbiburg.
In östlicher Richtung gelangt man über die Staatsstraße 2045 nach Frontenhausen.

### Gemeindegliederung
Adlkofen hat 96 Gemeindeteile:
- Adlkofen
- Aign
- Armannsberg
- Ay
- Baumgarten
- Berg
- Beutelhausen
- Birnkofen
- Bleiwimm
- Blumberg
- Brunn
- Buchschachten
- Dechantsreit
- Deutenkofen
- Eglberg
- Engkofen
- Etzhäusel
- Faltern
- Feichten
- Forst
- Forstenrode
- Garsberg
- Gersteneck
- Girglhaid
- Göttlkofen
- Gräben
- Großbirken
- Grünn
- Günzkofen
- Hagenau
- Harskirchen
- Hauslehen
- Hettenkofen
- Hillau
- Hofstetten
- Höll
- Holzen
- Jenkofen
- Kalteneck
- Kampfrain
- Kirmbach
- Kleinbirken
- Kleinegglkofen
- Kleinreit
- Kobel
- Läuterkofen
- Leiersöd
- Lernpoint
- Lochham
- Martlhaid
- Mühlmann
- Nöham
- Oberkühbuch
- Obermusbach
- Oberpettenbach
- Öd
- Pattendorf
- Patzing
- Pöffelkofen
- Point
- Pointen
- Rammelsberg
- Ratzenstall
- Reichersöd
- Reichlkofen
- Renau
- Reuth bei Jenkofen
- Ried
- Riedenberg
- Riedenwies
- Roßberg
- Santing
- Schindlbach
- Schußrain
- Schwatzkofen
- Semmelberg
- Setzensack
- Sittlerhof
- Sittlkofen
- Stempen
- Stöckl am Eck
- Thann
- Unterkühbuch
- Untermusbach
- Vorderwaid
- Weiher
- Weizeneck
- Wies
- Willerberg
- Willerskirchen
- Winklhölzl
- Wippenbach
- Wölflkofen
- Wolfseck
- Wollkofen
- Zaitzkofen

### Nachbargemeinden
| Landshut 11 km  | Landshut 11 km                              | Niederaichbach 10 km |
| Kumhausen 12 km | Kompassrose, die auf Nachbargemeinden zeigt | Kröning 10 km        |
| Kumhausen 12 km | Geisenhausen 9 km                           | Kröning 10 km        |

### Geologie
Adlkofen ist innerhalb des Naturraumes „Unterbayerisches Hügelland“ (oft auch „Niederbayerisches Hügelland“ genannt) mit der Kennziffer 06 (Haupteinheit) der Untergliederung 060 A „Isar-Inn-Hügelland“ (auch „Tertiärhügelland zwischen Isar und Inn“) zuzuordnen und ist damit Teil des hydrogeologischen Teilraumes Tertiär-Hügelland. Der Landschaftstypus entspricht einer Gehölz- bzw. waldreichen ackergeprägten Kulturlandschaft und wird intensiv landwirtschaftlich genutzt. Daher ist der Anteil naturnaher Lebensräume stark reduziert. Charakteristisch ist ein engmaschiges dichtes Talnetz mit asymmetrischen Talquerschnitten und Streusiedlungskultur. Der Grund ist hauptsächlich aus Süßwassermolasse aufgebaut. Adlkofen liegt etwa 500 m über Normalnull. Zerteilt wird die Landschaft durch die Zuflüsse der Vils. Die flachen südlichen Hänge sind mit Löss und Lösslehm bedeckt. In den Hanglagen und auf den Kuppen dominiert die Fichte in den Wäldern.
Relevante Lebensräume sind z. B. Magerrasen, Streuwiesen, Hecken und Feldgehölze, Quellfluren, Abbaustellen und naturnahe Wälder.

### Klima
Großklimatisch betrachtet befindet sich Adlkofen am Übergang zwischen atlantischem und kontinentalem Klima. Die jährlichen durchschnittlichen Niederschlagsmengen liegen bei 700 bis 750 mm. Die Jahresmitteltemperatur beträgt 7,5 bis 8 °C.
Im 30-jährigen Mittel regnet es an 174 Tagen. Die an Niederschlag reichsten Monate sind dabei Juni, Juli und August. Ebenfalls hohe Niederschläge weisen die Monate März, Mai, November und Dezember auf. Die geringsten Niederschläge gibt es üblicherweise im Februar und im April.

### Gewässer
Auf dem Gemeindegebiet entspringen zahlreiche Bäche oder durchziehen dasselbe, bevor sie in die Isar oder die Kleine Vils einmünden. Die Länge der Gewässer III. Ordnung beträgt 73,8 km.
Zuflüsse der Isar:
- Wildgraben (im weiteren Verlauf Schweinbach)
- Wolfsbach
- Pfarrwiesgraben (im weiteren Verlauf Aichbach)
- Musbacher Graben (im weiteren Verlauf Aichbach)

Zuflüsse der Kleinen Vils:
- Fimbach
- Bettenbach
- Kirmbach
- Flieserbach
- Höllgraben (im weiteren Verlauf Wippenbach)

Als rechtsseitige Zuflüsse der Isar von Landshut bis Mamming sind der Wolfsbach und der Pfarrwiesgraben als Gewässer 3. Ordnung Teil des Maßnahmenprogramms im Zuge der Wasserrahmenrichtlinie.

## Geschichte
Der Name Adlkofen taucht zum ersten Mal als Grafschaft (pago) Adalahkevva in einer Urkunde auf, die Kaiser Otto der Große kurz vor seinem Tod 973 in Merseburg ausstellte. Er schenkte damit sein Eigengut in Beutelhausen, in der Grafschaft Adlkofen gelegen, dem Reichsstift in Niedermünster von Regensburg. Der Siedlungsname Aetelkouen dagegen tauchte erstmals in einer Urkunde von 1252 auf. Seit 1782 wird nachweislich die Schreibweise Adlkofen verwendet. Der Name leitet sich von dem Personennamen Adelo (oder Adalhoh) ab, der mit dem Grundwort -hofen (Ansiedlung, Hof) verbunden wurde. In Adlkofen war die weltliche Herrschaft schon sehr früh präsent. 1687 wurde das sogenannte Schergenamt von Wolfstein nach Adlkofen verlegt, wo es unter der Leitung eines Amtmanns des Landgerichtes Teisbach bis 1803 verblieb. Der Amtmann übte richterliche Funktionen über alle Leute aus, die nicht Untertanen eines Hofmarksherren waren. Ihm unterstanden vier Obmannschaften, nämlich Reichersdorf, Frauenberg, Günzkofen und Hohenegglkofen. Aus diesen alten Verwaltungseinheiten sind 1812 die politischen Gemeinden gebildet worden. Hofmarken bestanden zu dieser Zeit in Deutenkofen, Göttlkofen und Günzkofen. Lediglich in Deutenkofen wurde im 17. Jahrhundert ein dreigeschossiges Schloss erbaut. Dauerhaft hat darin jedoch nie eine Adelsfamilie gewohnt. Die gesellschaftlichen Verhältnisse wurden maßgebend vom Pfarrer geprägt.
Schreibweisen von Adlkofen im Laufe der Geschichte
| - 973 Adalahkevva - 1252 Aetelkouen | - 1318 Aetelchofen - 1350 Atelchouen | - 1600 Atlkouen - 1665 Adelkhouen | - 1723/24 Adlkoven - 1782–1787 Adlkofen |

Im Zuge des Erlasses der bayerischen Gemeindeordnung im Jahr 1818 durch König Max I. Josef wurde noch im selben Jahr die Ruralgemeinde Adlkofen errichtet. Von ihrer Gründung bis 1971 bestand Adlkofen aus 29 Ortschaften.

### Eingemeindungen
Mit der Gemeindegebietsreform in den Jahren 1970 bis 1978 schlossen sich am 1. April 1971 die Gemeinden Deutenkofen, Jenkofen und Oberaichbach (teilweise) mit Adlkofen zusammen. Am 1. Juli 1974 kamen Teile der aufgelösten Gemeinde Frauenberg hinzu. Teile der Gemeinde Kröning folgten am 1. Mai 1978.

### Einwohner
Im Jahr 2013 (2012) gab es 109 (288) Wegzüge, 28 (74) Umzüge innerhalb der Gemeinde, 145 (285) Zuzüge, 22 (15) Eheschließungen, 33 (37) Geburten und 31 (20) Sterbefälle. 2011 betrug der Ausländeranteil 3,3 %.
| Alter         | Einwohner nach Alter |
| ------------- | -------------------- |
| jünger als 18 | 17,0 %               |
| 18 bis 29     | 14,7 %               |
| 30 bis 49     | 30,2 %               |
| 50 bis 64     | 21,6 %               |
| älter als 65  | 16,5 %               |

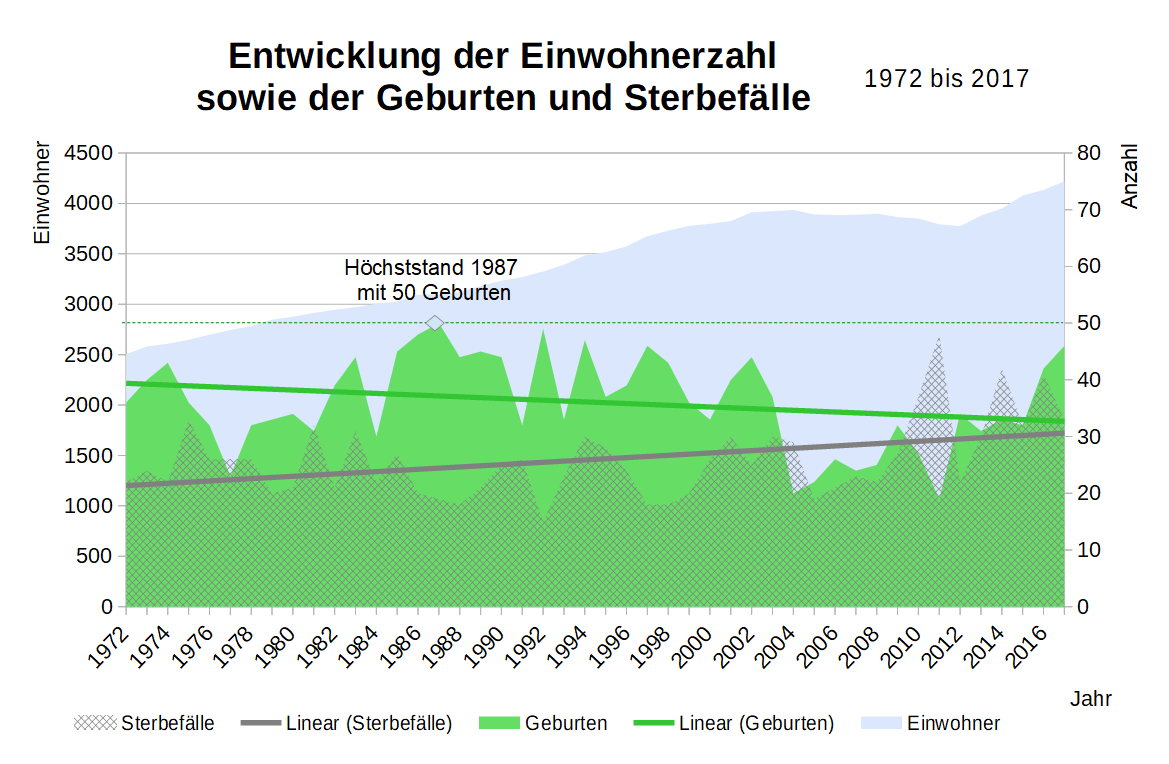

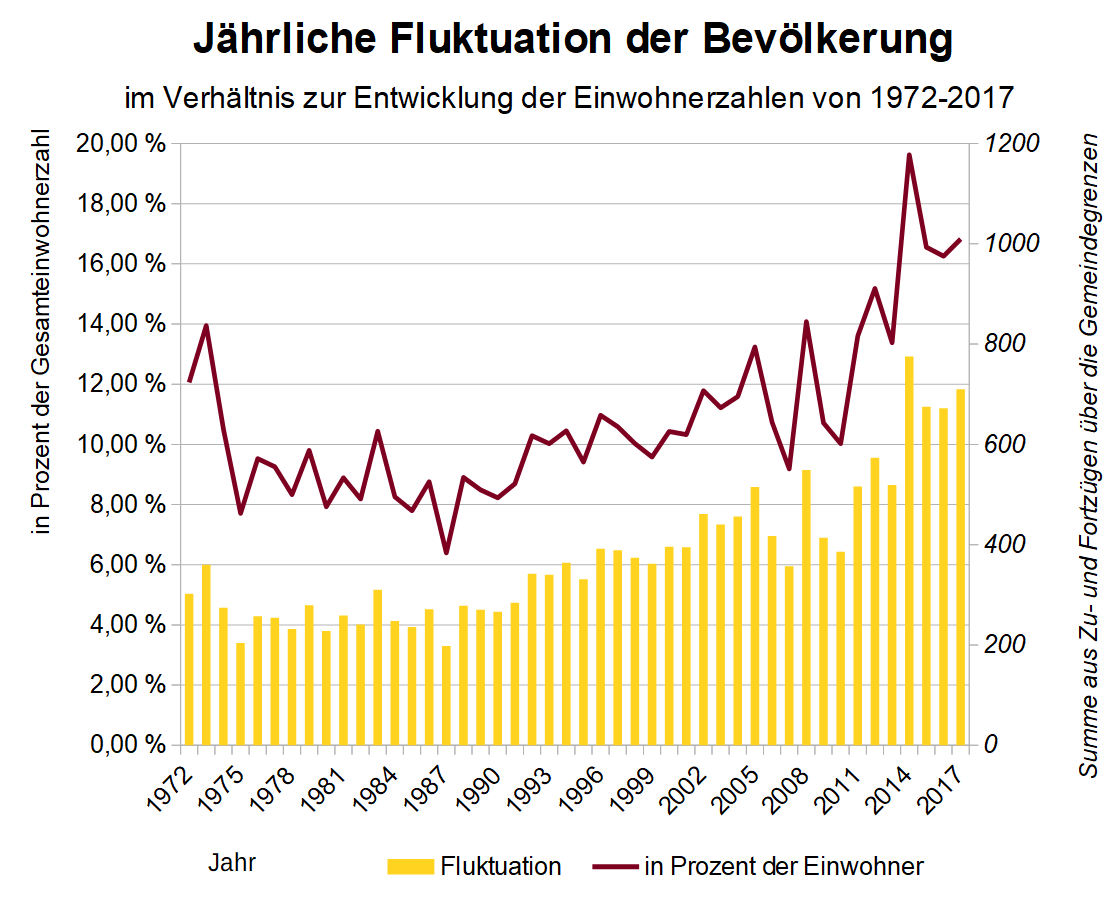

Das Durchschnittsalter hat sich von 38,4 Jahren in 2000 auf 42,3 Jahre in 2010 erhöht. Mit einem Durchschnittsalter von 43,1 Jahren in 2017 setzt sich der Trend einer alternden Bevölkerung weiter fort.
2011 setzte sich die Bevölkerung je zur Hälfte aus Männern und Frauen zusammen. Bis 2017 hat sich das Verhältnis nur leicht verschoben auf 51 zu 49 Prozent.
1970 betrug die Bevölkerungsdichte 50 Einwohner pro Quadratkilometer und erhöhte sich bis 2011 um 60 Prozent auf 80 Einwohner pro Quadratkilometer. Adlkofen zählt damit zu den dünn besiedelten Gemeinden des Landkreises Landshut (Durchschnitt 111 Einwohner pro Quadratkilometer). Bis 2017 veränderte sich der Wert auf 90 Einwohner pro Quadratkilometer (Landkreis Landshut: 118).

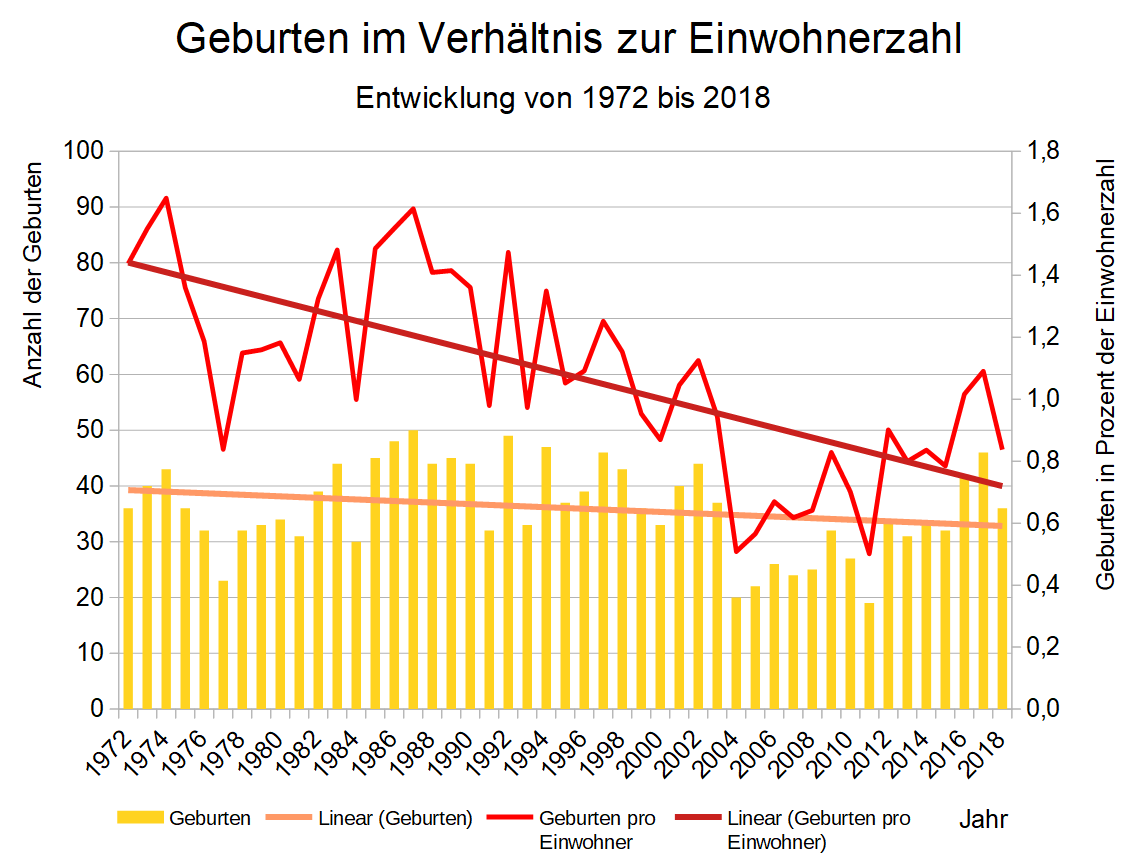

Die Einwohnerzahlen haben sich wie folgt entwickelt:
| Jahr | Einwohner | Stand      |
| ---- | --------- | ---------- |
| 1840 | 1737      | 01.12.1840 |
| 1871 | 2045      | 01.12.1871 |
| 1900 | 2152      | 01.12.1900 |
| 1910 | 1349      | 01.12.1910 |
| 1925 | 2320      | 16.06.1925 |
| 1939 | 2134      | 17.05.1939 |
| 1950 | 2970      | 13.09.1950 |

Gemäß Bayerischem Landesamt für Statistik  haben sich die Einwohnerzahlen jeweils zum 31. Dezember eines Jahres wie folgt entwickelt:
| Jahr | Einwohner |
| ---- | --------- |
| 1960 | 2173      |
| 1965 | 2272      |
| 1970 | 2400      |
| 1975 | 2647      |
| 1980 | 2876      |
| 1985 | 3028      |
| 1990 | 3234      |
| 1995 | 3517      |
| 2000 | 3797      |
| 2001 | 3826      |
| 2002 | 3912      |
| 2003 | 3923      |
| 2004 | 3935      |

| Jahr | Einwohner |
| ---- | --------- |
| 2005 | 3891      |
| 2006 | 3885      |
| 2007 | 3887      |
| 2008 | 3899      |
| 2009 | 3864      |
| 2010 | 3850      |
| 2011 | 3793      |
| 2012 | 3774      |
| 2013 | 3880      |
| 2014 | 3949      |
| 2015 | 4078      |
| 2016 | 4134      |
| 2017 | 4220      |

| Jahr | Einwohner |
| ---- | --------- |
| 2018 | 4321      |
| 2019 | 4407      |
| 2020 | 4378      |

| Jahr | Einwohner nach Gemeinde Adlkofen |
| ---- | -------------------------------- |
| 1999 | 3913                             |
| 2000 | 3936                             |
| 2001 | 3945                             |
| 2002 | 4057                             |
| 2003 | 4068                             |
| 2004 | 4086                             |
| 2004 | 4089                             |
| 2005 | 4087                             |
| 2006 | 4091                             |
| 2006 | 4075                             |
| 2007 | 4090                             |

| Jahr | Einwohner nach Gemeinde Adlkofen |
| ---- | -------------------------------- |
| 2008 | 4083                             |
| 2009 | 4053                             |
| 2010 | 4038                             |
| 2011 | 4055                             |
| 2012 | 4036                             |
| 2013 | 4152                             |
| 2014 | 3909                             |
| 2015 | 4033                             |
| 2016 | 4379                             |
| 2017 | 4449                             |
| 2018 | 4552                             |

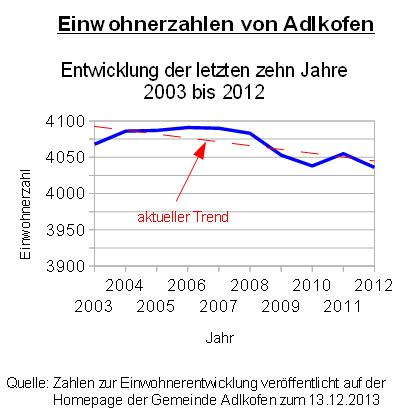

Mit dem Kriegsende 1945 stieg die Bevölkerung bis 1950 wegen der Flüchtlinge sprunghaft an, um dann bis Ende der fünfziger Jahre wieder abzunehmen. Seit 1972, dem Jahr der Gemeindereform, hat sich die Einwohnerzahl bis 2015 um 1573 Personen erhöht. Das entspricht einem Wachstum von 62,79 Prozent. Der größte Einwohnerzuwachs fand dabei zwischen 1980 und 2004 statt. Seit 2008 war sowohl durch eine gestiegene Anzahl Gestorbener als auch durch stärkeren Wegzug als Zuzug ein Bevölkerungsrückgang zu verzeichnen. Dieser Trend hat sich 2012 wieder umgekehrt. In den letzten zehn (fünf) Jahren (von 2017 ab gerechnet) wuchs die Einwohnerzahl um 8,23 (8,76) Prozent.
Die nebenstehende Graphik mit Einwohnerzahlen von 2003 bis 2012 zeigt, dass der bisherige Höhepunkt zwischen 2004 und 2008 erreicht wurde mit einer leicht sinkenden Tendenz in den Folgejahren. Die Graphik zur Bevölkerungsentwicklung der Jahre 1972 bis 2017 zeigt, dass im Zuge der Ausweisung neuer Wohngebiete (siehe Kapitel Bauen und Wohnen) die Bevölkerungszahl derzeit wieder ansteigt; 2017 hat sie vorerst einen Höchststand erreicht. Dieses Wachstum generiert sich durch Zuzug von außen, da der Saldo aus Geburten und Sterbefällen inzwischen in der Tendenz negativ ist. Mit dem Wachstum der Einwohnerzahlen hat aber auch die Fluktuation der Bevölkerung (Zu- und Fortzüge über die Gemeindegrenzen) zugenommen. Betrug die durchschnittliche Fluktuation in den Jahren 2000 bis 2007 im Schnitt 430 Personen, so nahm sie im Zeitraum von 2010 bis 2017 auf durchschnittlich 603 Personen zu. Im Jahr 2017 betrug die Fluktuation z. B. 710 Personen. Bezogen auf die Gesamteinwohnerzahl sind dies knapp 18 Prozent.
Der Demographie-Spiegel für Bayern berechnet für den Regierungsbezirk Niederbayern eine relativ konstante Einwohnerentwicklung (−1,2 Prozent) bis 2029. Innerhalb des Regierungsbezirkes sieht er den Landkreis Landshut jedoch als eine Wachstumsregion mit einem potentiellen Anstieg der Bevölkerung um vier Prozent. Dieser würde sich aber hier nicht gleichmäßig verteilen.
Für Adlkofen sehen die Modellrechnungen im Zeitraum 2009 bis 2021 in der Tendenz einen Rückgang um zwei Prozent. Rechnerisch ergibt das einen Rückgang von 3.864 Einwohnern im Jahr 2009 auf 3.790 Einwohner im Jahr 2021 mit einer Abnahme der unter 18-Jährigen um 25 Prozent und einer Zunahme der 65-Jährigen oder Älteren um 20 Prozent.

## Religion

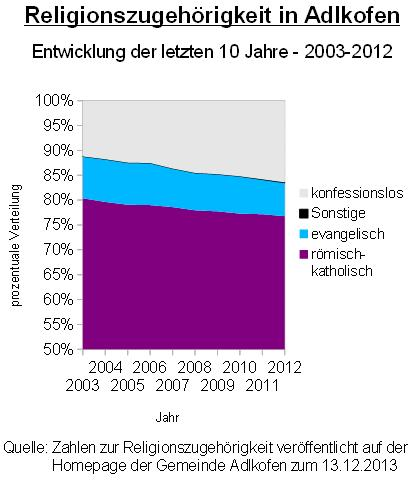

Hinsichtlich der Seelsorge ist die Gemeinde in drei katholische Pfarrsprengel geteilt: Pfarrei Adlkofen, Pfarrei Reichlkofen und Kirche in Jenkofen (Pfarrei Hohenegglkofen).
1996 gehörten dem evangelischen Glauben 7,7 Prozent der Gemeindebürger an. Bis 2006 hat sich dieser Anteil auf 8,5 % erhöht.
Das zuständige evangelische Vikariat befindet sich in Auloh. Seit dem Zweiten Weltkrieg gibt es regelmäßig evangelische Gottesdienste in Adlkofen.
Dem römisch-katholischen Glauben gehörten 2012 76,8 % der Einwohner an, 6,7 % waren evangelische Christen, 0,1 % Angehörige anderer Religionsgemeinschaften und 16,4 % konfessionslos.
Die Kirchengemeinde Adlkofen war einst eine der größten und reichsten in der Diözese Regensburg, obwohl der Ort Adlkofen selbst nur aus wenigen Häusern bestand. Die Pfarrei ist seit dem 13. Jahrhundert nachweisbar. 1802 wirkte hier unter anderem der spätere Bischof Schwabl als Supernumerar. Er gründete die Feiertagsschule und setzte didaktische Verbesserungen in der Volksschule durch. Zur Pfründe gehörten ein großes landwirtschaftliches Anwesen und ein ansehnlicher Waldbesitz. Darüber hinaus übte der Pfarrer bis 1803 die Grundherrschaft über eine Reihe von Gehöften aus. Der Bau der Kirche wurde 1733 in der heutigen Form anstelle einer Vorkirche begonnen.

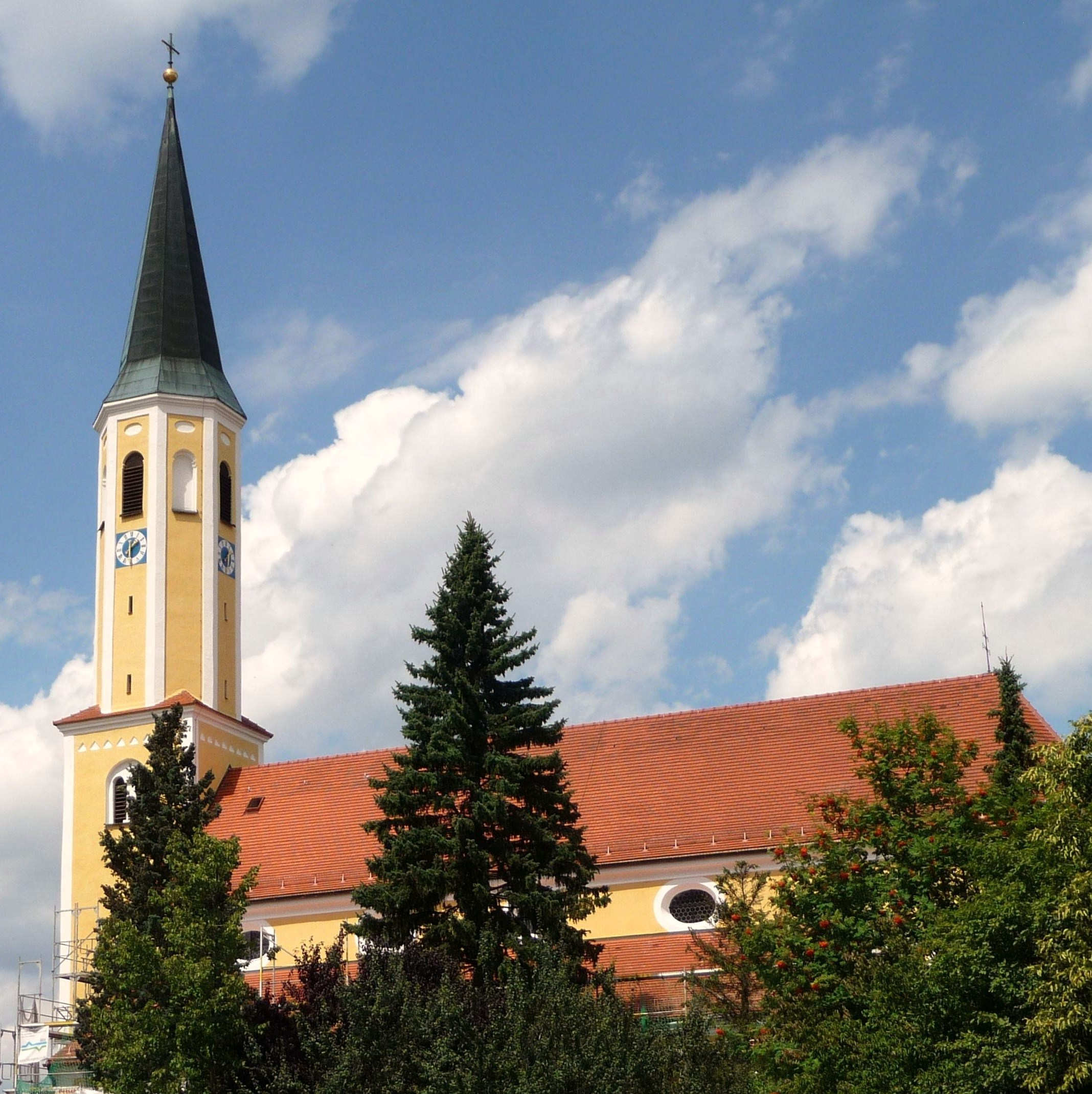
Pfarrkirche St. Thomas in Adlkofen

Folgende Kirchen gehören zur Pfarrei Adlkofen:
- Pfarrkirche St. Thomas
- Filialkirche St. Jakobus in Günzkofen
- Filialkirche St. Nikolaus in Wolfsbach
- Nebenkirche Läuterkofen St. Stefan
- Harskirchen St. Andreas
- Beutelhausen St. Michael
- Deutenkofen St. Pauli Bekehr

Reichlkofen (1876), vormals Filiale und später Vikariat der Pfarrei Kirchberg, wurde 1717 eine selbstständige Pfarrei, die zum Kloster Niederviehbach gehörte. Altersbedingt nahm Pfarrer Groden zum 1. September 2005 Abschied aus der Pfarrei Reichlkofen. Sein Nachfolger war Pfarrer Josef Geismar. Nach dessen Wechsel nach Plattling übernahm 2007 Pfarradministrator Gerhard Schedl das Amt.
Die Kirche Mariä Himmelfahrt in Jenkofen, erbaut im Jahr 1422, die zur Pfarrei Hohenegglkofen und damit zum Bistum Freising gehört, ist ein Kunstdenkmal von überregionaler Bedeutung. Die prachtvollen Fenster aus dem Jahre 1447 im Chor der Kirche gehören zu den schönsten Glasgemälden, die in Bayern erhalten sind. Sie zeigen unter anderem den Stifter, Herzog Heinrich der Reiche von Landshut, in voller Rüstung im Gebet. Die romanische Nebenkirche in Dechantsreit ist das älteste Bauwerk in der Gemeinde. Sie wurde 1280 errichtet, als die Rodung des Kröninger Forstes erneut vorangetrieben wurde.

## Politik
Acht Monate nach Kriegsende fanden am 27. Januar 1946 die ersten Kommunalwahlen (Gemeinderatswahlen) in den kreisangehörigen Gemeinden Bayerns statt. In den Monaten April und Mai 1946 folgten dann noch die ersten Wahlen der Bürgermeister, Landräte sowie Kreistage. 2006 wurde das 60-jährige Jubiläum begangen.
Folgende Parteien bzw. Parteigliederungen unterhalten einen eigenen Ortsverband in Adlkofen:
- CSU Ortsverband Adlkofen[39]
- CSU Ortsverband Reichlkofen[40]
- Junge Union[41]
- Frauen Union[42]
- SPD[43]
- Bündnis 90/Die Grünen[44]

Die Gemeinde ist Mitglied in folgenden Zweckverbänden:
- Gewässerunterhaltungszweckverband Landshut-Kelheim-Dingolfing-Landau
- Regionaler Planungsverband Landshut
- Schulverband Geisenhausen
- Schulverband Kirchberg
- Zweckverband Wasserversorgung Isar-Vils

Darüber hinaus ist sie Mitglied des Kreisverbandes Landshut des Bayerischen Gemeindetages, des Verbands der Städte, Märkte und Gemeinden im Landkreis Landshut. Außerdem nimmt sie teil am Dialogforum Ost-Süd-Umfahrung Landshut.
Der Bürgermeister der Gemeinde Adlkofen gehörte bis April 2014 folgenden Gremien und Vereinigungen an:
- Mitglied im Jugendhilfeausschuss des Kreistages des Landkreises Landshut[47]
- Mitglied im Tiefbau-Ausschuss des Kreistages des Landkreises Landshut[48]
- Mitglied im Hochbau-Ausschuss des Kreistages des Landkreises Landshut[49]
- Vorsitzender des Kreisjugendringes Landshut[50]

Als Resultat der Kommunalwahl 2014 ist der neugewählte Bürgermeister nicht im Kreistag vertreten. Mit der Konstituierung des neuen Kreistages und der Neubesetzung seiner Ausschüsse endeten die bisherigen Mitgliedschaften. Mit den Neuwahlen der Vorstandschaft des Kreisjugendringes am 9. April 2014 endete die Vorstandstätigkeit des Bürgermeisters auch in diesem Gremium.
Die Gemeindeverwaltung erbringt 303 verschiedene behördliche Leistungen.
Am 10. November 2014 bezog der Gemeinderat ablehnend Stellung zu den Freihandelsabkommen TTIP, CETA und TISA.

### Haushalt
Die Gemeinde stellt ihren Haushalt nach den Regeln der Kameralistik auf. Der Haushaltsplan 2014 (2013) wurde am 7. Juli 2014 verabschiedet und umfasst eine Gesamtsumme von 9.501.550 € (10.659.050 €) – davon Verwaltungshaushalt 5.382.000 € (5.299.050 €) und Vermögenshaushalt 4.119.750 € (5.360.000 €). Das ist ein Rückgang um 1.157.500 €. Im vorherigen Haushalt 2013 waren es noch 3.233.750 € mehr gegenüber dem Haushalt 2012, der eine Gesamtsumme von 7.425.300 € umfasste.
2013 betrug die Investitionssumme 5,1 Millionen Euro und der Schuldendienst 353.000 Euro. Es war geplant, die Verschuldung um rund 300.000 Euro bis zum Ende des Haushaltsjahres auf 1,68 Millionen Euro zurückzuführen, was einer Verschuldungsquote von 418 Euro pro Einwohner entspräche. Die Kreisumlage stieg um ein Prozent auf 1,5 Mio. Euro.
Steuereinnahmen
Die Gemeindesteuereinnahmen betrugen im Jahr 1999 umgerechnet 1,639 Mio. €, davon betrugen die Gewerbesteuereinnahmen (netto) umgerechnet 241.000 €. Bis 2011 sind diese um 59 Prozent auf 2,601 Mio. € (davon Gewerbesteuer netto: 548.000 €) angestiegen.
Im Haushaltsjahr 2013 sind die Gesamteinnahmen an Steuern mit 4,1 Millionen Euro angegeben, was eine Steigerung gegenüber dem Vorjahr um zirka 150.000 Euro darstellt.

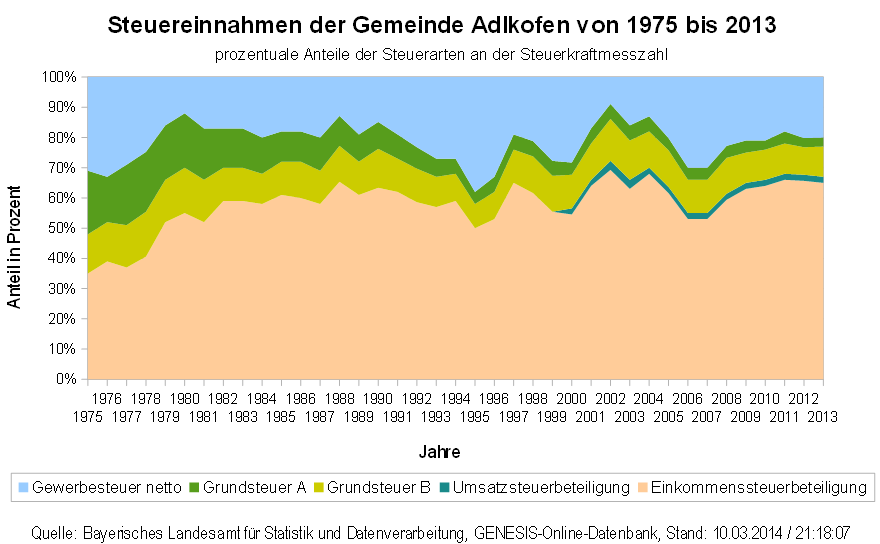
Prozentuale Aufteilung der Steuereinnahmen

Die Steuerkraftmesszahl setzt sich aus der Grundsteuer A (land- und forstwirtschaftlich genutzte Grundstücke), der Grundsteuer B (bebaute Grundstücke), der Gewerbesteuer (netto) und der Einkommenssteuerbeteiligung sowie seit dem Jahr 2000 auch aus einer Umsatzsteuerbeteiligung zusammen. 1975 betrug die Steuerkraftmesszahl 243.905 EUR. Mit 2.270.224 EUR hat sich diese bis zum Jahr 2013 fast verzehnfacht. Die Finanzierung der Gemeinde Adlkofen aus den in der Steuerkraftmesszahl zusammengefassten Steuereinnahmen hat sich in den letzten 38 Jahren aber deutlich gewandelt.
- 1975 kamen je ein Drittel aus der Einkommenssteuerbeteiligung, der Gewerbesteuer und der Grundsteuer A+B.
- 2013 kamen etwa zwei Drittel aus der Einkommenssteuerbeteiligung und weitere 2 Prozent aus der Umsatzsteuerbeteiligung. Der Gewerbsteueranteil ging auf 20 Prozent zurück und Grundsteuer A+B machten zusammen gerade noch 13 Prozent aus. Mit drei Prozentpunkten (Grundsteuer A) hat die Land- und Forstwirtschaft hier nur noch eine marginale Bedeutung.

Dieser starke Wandel setzte Ende der 1970er/Anfang der 1980er Jahre ein. Der Anteil der Einkommenssteuerbeteiligung wuchs auf über 50 Prozent an. Der Anteil der Grundsteuern A+B verblieb bei etwa einem Drittel. Der Gewerbesteueranteil ging auf etwa ein Fünftel zurück. Bis Anfang der 1990er Jahre stieg der Anteil der Einkommenssteuerbeteiligung auf zirka 60 Prozent an. Der Anteil der Grundsteuern A+B nahm auf 15 bis 20 Prozent ab und der der Gewerbesteuer legte wieder auf etwa ein Drittel zu. Von Mitte der 1990er Jahre an bis 2013 erreichte dann der Anteil der Einkommenssteuerbeteiligung trotz einiger deutlicher Höhen und Tiefen 60 bis 70 Prozent. Der Anteil der Grundsteuern A+B verweilte um die 15 Prozent, während der die Gewerbesteuer konjunkturell und krisenbedingt sich im Durchschnitt der Jahre im Mittel zwischen 20 und 23 Prozent einpendelte.
Die Entwicklung der Gewerbesteuereinnahmen lässt vier Konjunkturzyklen erkennen: zweite Hälfte der 1970er Jahre, erste Hälfte der 1990er Jahre, Ende der 1990er/Anfang der 2000er Jahre und Mitte der 2000er Jahre bis kurz vor der Finanzkrise 2007.
| Jahr | Einnahmen in 1000 Euro |
| ---- | ---------------------- |
| 2007 | 2349                   |
| 2008 | 2628                   |
| 2009 | 2489                   |
| 2010 | 2487                   |
| 2011 | 2601                   |

| Jahr      | Hebesatz für Grundsteuer |
| --------- | ------------------------ |
| 1970      | 255 %/254 %              |
| 1971–1973 | 250 %                    |
| 1974–1986 | 350 %                    |
| 1987–1996 | 300 %                    |
| 1997–2012 | 350 %                    |
| 2013      | 350 %                    |

| Jahr      | Hebesatz für Gewerbesteuer |
| --------- | -------------------------- |
| 1970–1986 | 350 %                      |
| 1987–1996 | 300 %                      |
| 1997–2012 | 350 %                      |
| 2013      | 350 %                      |

Seit 1971 haben die Hebesätze A und B auf die Grundsteuer den gleichen Wert. Damit ist der Wert für land- und forstwirtschaftlich genutzte Grundstücke dem von bebauten Grundstücken gleichgesetzt. 1974 wurden die Hebesätze auf die Grundsteuer auf das gleiche Niveau wie die auf die Gewerbesteuer angehoben. Seit 1974 betragen diese mit Ausnahme des Zeitraumes von 1987 bis 1996 jeweils 350 %. In den 10 Jahren von 1987 bis 1996 waren diese auf jeweils 300 % abgesenkt worden.
Verschuldung

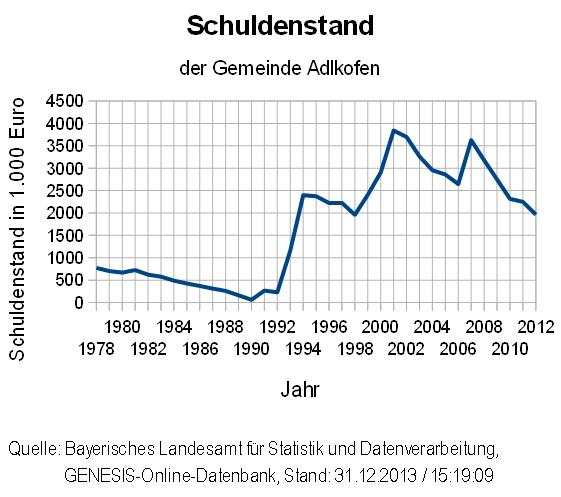
Schuldenstandentwicklung 1978–2012

1978 betrug die jährliche Verschuldung der Gemeinde 0,773 Mio. Euro. Bis 1990 nahm diese auf einen Tiefstand von 0,061 Mio. Euro ab. In der ersten Hälfte der neunziger Jahre nahm die Verschuldung sprunghaft auf 2,397 Mio. Euro zu, ging dann in der zweiten Hälfte der neunziger Jahre wieder leicht auf 1,959 Mio. Euro zurück, um dann erneut Anfang des Folgejahrzehnts wieder sprunghaft anzusteigen. Den Höchststand erreichte die jährliche Verschuldung der Gemeinde Adlkofen 2001 mit 3,841 Mio. Euro. Bis 2006 nahm diese dann wieder auf 2,647 Mio. Euro ab. 2007 stieg sie erneut auf 3,627 Mio. Euro. Seitdem ist sie wieder rückläufig und betrug 2012 noch 1,964 Mio. Euro.
| Jahr | Pro-Kopf-Verschuldung |
| ---- | --------------------- |
| 2002 | 978 €                 |
| 2003 | 833 €                 |
| 2004 | 752 €                 |

| Jahr | Pro-Kopf-Verschuldung |
| ---- | --------------------- |
| 2012 | 484 €                 |
| 2013 | 418 €                 |

### Gemeinderat
Der Gemeinderat hat 16 Mitglieder. Die Kommunalwahl am 15. März 2020 erbrachte folgendes Ergebnis:
| Parteien und Wählergemeinschaften | % 2020 | Sitze 2020 | % 2014 | Sitze 2014 |
| --------------------------------- | ------ | ---------- | ------ | ---------- |
| CSU/Wählergemeinschaft Einigkeit  | 34,8   | 6          | 39,4   | 6          |
| Demokratie leben                  | 18,3   | 3          | –      | –          |
| Freie Wähler                      | 14,3   | 2          | 25,5   | 4          |
| Grüne                             | 12,3   | 2          | 10,0   | 2          |
| Wählergemeinschaft Reichlkofen    | 9,0    | 1          | 14,7   | 2          |
| Junge Liste Adlkofen              | 6,1    | 1          | –      | –          |
| SPD                               | 5,2    | 1          | 10,3   | 2          |
| Gesamt                            | 100,0  | 16         | 100,0  | 16         |
| Wahlbeteiligung in %              | 62,9   | 62,9       | 55,5   | 55,5       |

### Bürgermeister
Zwischen 1818 und 1869 wählte man in der sogenannten Ruralgemeinde Adlkofen als Gemeindeoberhaupt einen Gemeindevorsteher. Seit 1870 gibt es den Titel eines Bürgermeisters. 2002 übernahm dieses Amt Josef Scharf (CSU) als Nachfolger von Franz Xaver Gallecker (Freie Wähler). Bei den Kommunalwahlen 2008 wurde er im Amt bestätigt. Die erste Runde der Kommunalwahl 2014 ergab keine absolute Mehrheit für einen der drei Kandidaten. Am 30. März 2014 wurde Rosa-Maria Maurer („Demokratie leben“) in der Stichwahl als erste Frau zur Bürgermeisterin gewählt. Am 15. März 2020 wurde sie im Rahmen der Kommunalwahlen im ersten Wahlgang wiedergewählt.
Ehemalige Bürgermeister
| Amtszeit  | Bürgermeister       |
| --------- | ------------------- |
| 1870–1875 | Michael Kargl       |
| 1876–1887 | Lorenz Holzner      |
| 1887–1893 | Josef Kohbauer      |
| 1894–1911 | Thomas Straßer      |
| 1912–1936 | Sebastian Klugbauer |

| Amtszeit  | Bürgermeister        |
| --------- | -------------------- |
| 1936–1945 | Georg Klugbauer      |
| 1945–1960 | Paul Eberl           |
| 1960–1972 | Franz Xaver Hofbauer |
| 1972–1984 | Josef Haunberger     |
| 1984–1990 | Georg Eierkaufer     |

| Amtszeit  | Bürgermeister         |
| --------- | --------------------- |
| 1990–2002 | Franz Xaver Gallecker |
| 2002–2014 | Josef Scharf          |
| ab 2014   | Rosa-Maria Maurer     |

### Bürgerbeteiligung

#### Bürgerversammlungen
Im Rahmen von Bürgerversammlungen werden die Bürger über die Fortentwicklung der Gemeinde Adlkofen unterrichtet. 2019 fand diese Veranstaltung am 12. November statt.

#### Informationsquellen
Waren zunächst die Beschlüsse des Gemeinderats des Zeitraums Dezember 2011 bis Juli 2013 auf der Homepage der Gemeinde veröffentlicht, so wurde dies ab dem 28. Juli 2014 wieder aufgenommen.
Bis zu viermal pro Jahr wird ein Informationsbrief der Gemeinde Adlkofen kostenlos an alle Haushalte verteilt. Teilweise stehen diese für den Zeitraum März 2004 bis Juli 2014 auf der Gemeindehomepage zum Download zur Verfügung.
Ein 2012 erstelltes Video porträtiert die Gemeinde.

### Wappen und Flagge
| Wappen von Adlkofen | Blasonierung: „Gespalten von Blau und Silber; vorne ein silberner Kelch, hinten übereinander drei rote heraldische Rosen.“ |
| Wappen von Adlkofen | Wappenbegründung: Der Kelch ist das Sinnbild der Pfarrei, die Adlkofen geprägt hat. Sie war einst eine der größten Urpfarreien in der Diözese Regensburg. Die drei Rosen erinnern an das Wappen der Adelsfamilie der Günzkofer, die 1670 ausgestorben ist. Sie waren vom 15. bis 17. Jahrhundert die Herren der Hofmark Günzkofen, von der sie auch ihren Namen ableiteten. Durch Beschluss des Gemeinderats und mit der Zustimmung des Bayerischen Staatsministeriums des Innern führt Adlkofen seit 1963 ein Gemeindewappen. Die künstlerische Gestaltung übernahm der Passauer Heraldiker Max Reinhart auf der Grundlage des Vorschlags von Ernst Josef Schröder. |

Als inoffizielle Gemeindefahne wird eine weiß-blaue Flagge mit dem Gemeindewappen verwendet.

### Gemeindepartnerschaften
Italien: Badia Calavena (seit 1988)
1988 wurde mit der italienischen Gemeinde Badia Calavena aus der Provinz Verona ein Partnerschaftsvertrag unterzeichnet. Badia-Calavena im Illasi-Tal gelegen zählt zu den Zimberngemeinden.
Zuvor waren bereits Kontakte des Heimat- und Trachtenvereins mit der Region Vicenza geknüpft worden. Im Juli 2018 wurde ihr 30-jähriges Bestehen gefeiert.
Regelmäßig im Juni fand bis 2016 im Rahmen der Gemeindepartnerschaft in Adlkofen eine Ausstellung regionaler Produkte aus dem Illasi-Tal statt.

## Kultur und Sehenswürdigkeiten

### Musik

#### Musikgruppen
Blasorchester Adlkofen

Gründung war am 4. Dezember 1994. 2009 gab es fünf verschiedene Gruppen: das Blasorchester selbst, die Combo, die Bayerischen, das Saxtett und de Staadn. Im Juli 2012 wurde das Blasorchester Adlkofen aufgelöst.
Crêpe Susepp

Hierbei handelt es sich um ein Acoustic-Folk-Duo.

#### Chöre
Liederkranz Adlkofen

Der Liederkranz ist ein gemischter Männer- und Frauenchor. In der Pfarrgemeinde St. Thomas übernimmt er die Aufgaben eines Kirchenchores. Im Juli 2014 feierte er sein 60-jähriges Bestehen.
Chor „Momente“

In der Pfarrei Adlkofen selbst gibt es den Chor „Momente“.

### Museen

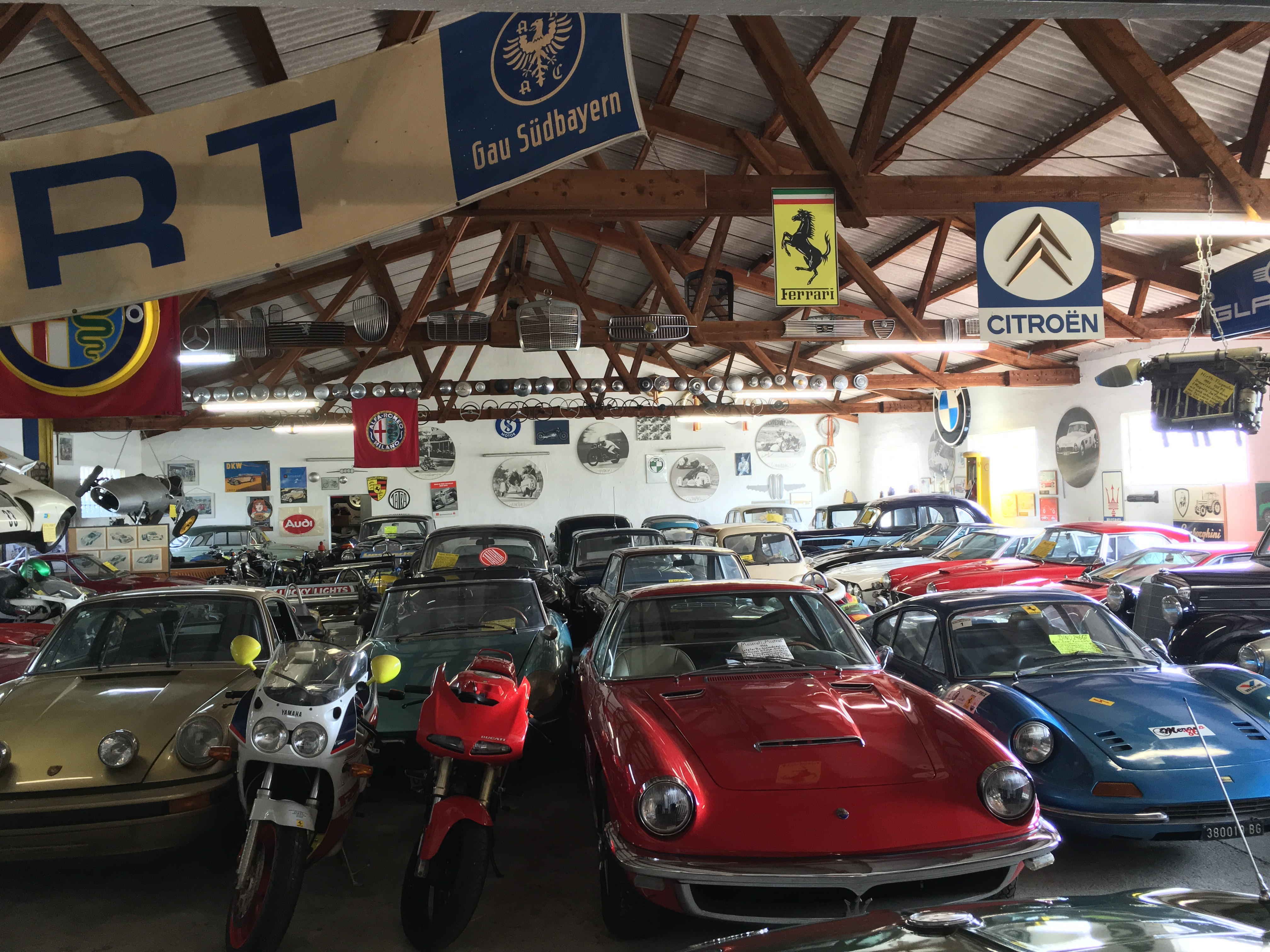
Blick ins Museum hinein

Seit 1980 gibt es in Adlkofen das 1. Niederbayerische Automobil- und Motorradmuseum. Es befindet sich in privater Trägerschaft. Zu den Exponaten zählen Fahrzeuge, Motorräder sowie Einzelmotoren und Schnittmodelle.

### Baudenkmäler
Die prachtvollen Fenster im Chor der spätgotischen Kirche Mariä Himmelfahrt (15. Jahrhundert) in Jenkofen gehören zu den Kunstdenkmälern mit überörtlicher Bedeutung. Sie stammen aus dem Jahre 1447 und gehören zu den schönsten noch erhaltenen Glasgemälden Bayerns. Darauf abgebildet ist zum Beispiel der Stifter, Herzog Heinrich von Landshut, dargestellt mit voller Rüstung beim Gebet. Die Kirche ist dreischiffig. Die Wände des fensterlosen Langschiffes schmücken ausdrucksvolle Fresken.

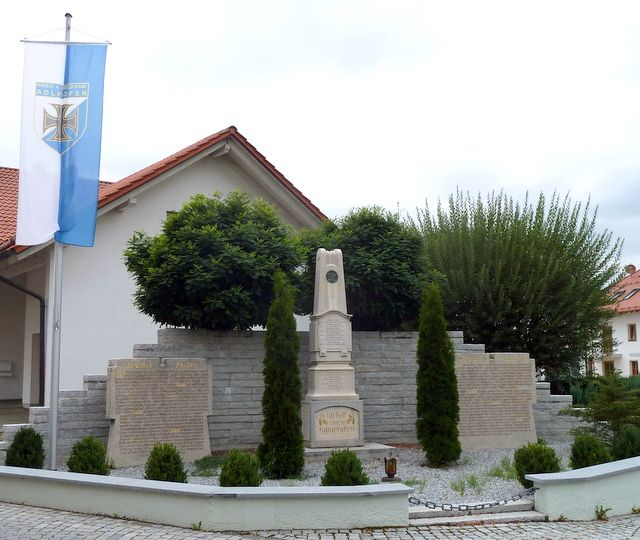
Kriegerdenkmal Gemeindeteil Adlkofen

In Dechantsreit befindet sich das älteste Bauwerk auf Gemeindegebiet. Dabei handelt es sich um die romanische Nebenkirche St. Bartholomäus, die 1280 im Zuge der weiteren Rodungen im Kröninger Forst errichtet wurde.

### Denkmäler
2005 wurde das Kriegerdenkmal in Reichlkofen erneuert. Im Gemeindeteil Adlkofen wurde 2011 wurde das Kriegerdenkmal restauriert. Dabei wurden die Inschriften erneuert und die Bepflanzung ausgetauscht. Ein Gedenkstein erinnert an 100 Flüchtlinge eines Pflegeheims aus Tormersdorf in Niederschlesien, die im Februar 1945 in Adlkofen und Deutenkofen angekommen waren und von denen 67 in Adlkofen ihre letzte Ruhe fanden.

### Naturdenkmäler

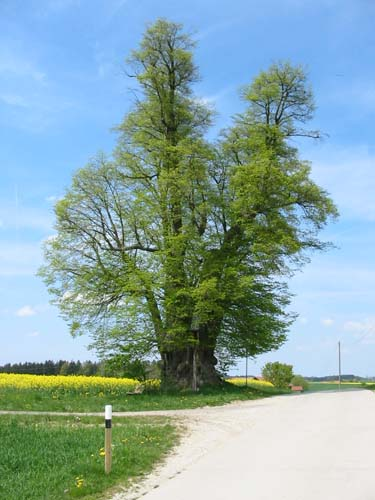
Patzinger Linde

#### Patzinger Linde
Die Patzinger Linde ist ein weithin sichtbares Naturdenkmal. Ihr Alter wird auf ca. 500 Jahre geschätzt. Der Baum wurde 1957 saniert, nachdem er von Wind und Wetter beschädigt worden war. Seine Lebenskraft ist ungebrochen, obwohl der Boden, auf dem er steht, durch Erosionen abgetragen worden ist. Der Stamm hat einen Umfang von 8,75 m (2013).
Eiche in Deutenkofen
Kirmbacher Eichen
Schlosspark Deutenkofen

### Grünflächen und Naherholung
Im Landkreis Landshut gibt es verschiedene Rad- und Wandermöglichkeiten. Zu den Touren, die durch das Gemeindegebiet von Adlkofen führen, gehören:
- Radtour 6 (ca. 34 km) – Über die Adlkofener Höhen ins Isartal
- Radtour 12 (ca. 35 km) – Rast im Schatten der Patzinger Linde
- Wandertour 5 (ca. 6 km) – Auf den Isarhöhen[91]

Für Kinder und Jugendliche stehen mehrere Spiel- und Bolzplätze zur Verfügung. Diese befinden sich in Günzkofen sowie in der Brandmeierstraße und neben der Grundschule im Gemeindeteil Adlkofen.
Mit der Abgrenzung des Regenrückhaltebeckens am Himmelreich Süd – durchgeführt 2011 –, besteht im Winter bei entsprechend tiefen Temperaturen und tragender Eisfläche eine Möglichkeit Schlittschuh zu fahren.

#### Badeweiher Jenkofen
Adlkofen verfügt über einen Badeweiher in Jenkofen. Im Sommer 2007 wurde der Badeweiher für Sanierungsarbeiten gesperrt, um durch eine neue Quellfassung die Wasserqualität zu verbessern und den Weiher zu regenerieren.

### Sport
Sportanlagen: Zentral gelegen gibt es ein Fußballstadion mit Sportheim und Tennisplätze. Für den Breitensport genutzt wird auch die Turnhalle der Grundschule Adlkofen.
Vereinssport: Zwei Sportvereine (DJK SV Adlkofen und SC-Adlkofen) bieten ein vielfältiges Programm an Sportarten.
Reiten: Auf vier Gestüten mit Reitbahnen kann man Reitsport betreiben.
Inliner: Unter den Sportlern Adlkofens befinden sich Weltcupsieger, Deutsche Meister, Europa- und Weltmeister. 2014 wurden Moritz Nörl sowie Sven Ortel vom DJK-SV Adlkofen in die Nationalmannschaft des Deutschen Rollsport- und Inlineverbandes aufgenommen.

Moritz Nörl war in der Disziplin Downhill 2013 Deutscher Meister in Teolo/Italien und Europameister im Riesenslalom in Degmarn. Außerdem war er bei Weltcups siegreich. Im August 2013 gewann er die Weltranglistenwertung des „Beton On Fire“ in La Plagne (Frankreich). Bei den Inline-Weltmeisterschaften in Frankreich kam er im September 2013 auf den 4. Rang. Im Sommer 2014 wurde er in Lausanne Weltmeister.

Sven Ortel holte sich 2013 bei den Europameisterschaften in Degmarn die Bronzemedaille. Bei den Deutschen Jugendmeisterschaften in Nagold wurde er 2013 im Inline-Slalom Vizemeister und erhielt 2014 in Oberhundem (Nordrhein-Westfalen) im Inline-Alpin-Slalom Bronze.
Kickboxen: 2014 holte die für den KSV Geisenhausen e. V. startende Günzkofenerin Lisa-Maria Schandl Gold bei den Weltmeisterschaften im Kickboxen in Rimini/Italien.
Orientierungslauf: Regelmäßig finden Orientierungslauf-Veranstaltungen für Einsteiger und Fortgeschrittene in und um Adlkofen statt.

### Gasthäuser
In der Gemeinde gibt es acht Gasthäuser und eine Sportgaststätte. Zwei Gasthäuser sowie die Sportgaststätte befinden sich im Gemeindeteil Adlkofen. Eines der Gasthäuser (gelegen am Ortseingang) wurde 2013 nach Eigentümerwechsel umgebaut und renoviert. Die Wiedereröffnung fand am 7. Dezember 2013 statt. Zwei weitere sind in Blumberg sowie in Reichlkofen gelegen. Darüber hinaus gibt je ein Gasthaus in Günzkofen, in Pattendorf, in Göttlkofen und in Hofstetten. Außerdem gibt es noch einen Pizza- und einen Döner-Imbiss und einen Burgerimbiss.

### Regelmäßige Veranstaltungen
Mai: Zum 1. Mai eines Jahres wird in den Gemeindeteilen Adlkofen, Blumberg, Günzkofen und Pattendorf der Maibaum aufgestellt.
Juli: Das traditionelle Kinderzeltlager wird von der Siedler- und Eigenheimervereinigung organisiert (2014 zum 38. Mal).
August: Das Bürgerfest wird von der Siedler- und Eigenheimervereinigung ausgerichtet. Seit 2006 findet regelmäßig das Mofarennen statt (2014 bereits das neunte Mal).
November/Dezember: Alle zwei Jahre findet der Leonhardiritt des Reit- und Fahrvereins statt. Zuletzt war dies im November 2014. Mit der 26. Krippenausstellung des Heimat- und Trachtenvereins wird 2013 beginnend diese nur in zweijährigem Abstand stattfinden.
Zu weiteren regelmäßig wiederkehrenden Veranstaltungen zählt der alljährliche Adventsmarkt in und um die Grundschule Adlkofen herum. 2019 ist der Termin der 24. November.

## Wirtschaft und Infrastruktur
Das Gemeindegebiet umfasst 47,28 Quadratkilometer. Den größten Anteil daran hat die Landwirtschaftsfläche gefolgt von der Waldfläche sowie der Siedlungs- und Verkehrsfläche. Die Veränderung von 1980 auf 2011 ist nachfolgend dargestellt.
| Nutzungsart                   | Flächenbedarf in ha | Flächenbedarf in ha | Veränderung in Prozent |
| Nutzungsart                   | 1980                | 2011                | Veränderung in Prozent |
| ----------------------------- | ------------------- | ------------------- | ---------------------- |
| Siedlungs- und Verkehrsfläche | 250                 | 436                 | + 74,4                 |
| Landwirtschaftsfläche         | 3377                | 3179                | − 5,9                  |
| Waldfläche                    | 1132                | 1114                | − 1,5                  |

Der Landkreis Landshut ist für die Abfallentsorgung zuständig. Als Teil des Landkreises ist die Gemeinde Adlkofen in dieses System der Abfallentsorgung mit einbezogen. Verschiedene Wertstoffe werden im Bauhof gesammelt. Darüber hinaus stehen auf dem Gemeindegebiet noch diverse Altglas- und Altkleidercontainer. Nichtverwertbare und nicht brennbare Abfälle können nicht über die Gemeinde entsorgt werden. Hierfür stehen die Reststoffdeponie Spitzlberg bzw. die sechs Bauschuttdeponien des Landkreises zur Verfügung. Problemmüll wird über das Wertstoff- und Entsorgungszentrum der Stadt Landshut beseitigt.
In Folge einer entsprechenden Bewertung der Wirtschaftskraft der Gemeinde Adlkofen sind die Schlüsselzuweisungen von 729.832 Euro im Jahr 2019 um 34,8 Prozent auf 983.712 Euro für das Jahr 2020 gestiegen.
| Zuweisungen an    | Jahr    | Jahr    | Jahr    | Jahr    | Jahr    | Jahr    |
| Zuweisungen an    | 2015    | 2016    | 2017    | 2018    | 2019    | 2020    |
| ----------------- | ------- | ------- | ------- | ------- | ------- | ------- |
| Gemeinde Adlkofen | 466.340 | 602.824 | 721.132 | 651.220 | 729.832 | 983.712 |

### Beschäftigung
Es gab 1998 im Bereich der Land- und Forstwirtschaft neun, im produzierenden Gewerbe 233 und im Bereich Handel und Verkehr 29 sozialversicherungspflichtig Beschäftigte am Arbeitsort. In sonstigen Wirtschaftsbereichen waren 96 Personen am Arbeitsort sozialversicherungspflichtig beschäftigt. Beschäftigte am Wohnort gab es insgesamt 1.235.
Die Zahl der sozialversicherungspflichtig Beschäftigten Bürger Adlkofens wuchs von 1.342 Personen (56 % Männer und 44 % Frauen) im Jahr 2002 auf 1.503 Personen (53 % Männer und 47 % Frauen) im Jahr 2012. Bis 2017 stieg diese Zahl um weitere 18 % auf 1.778 Personen.
Davon arbeiteten in Adlkofen selbst 406 Personen (58 % Männer und 42 % Frauen) im Jahr 2002. Dieser Anteil stieg im Jahr 2012 auf 428 Personen (55 % Männer und 45 % Frauen). Bis 2017 stieg die Zahl um weitere 39 % auf 597 Personen.

### Unternehmen
Im verarbeitenden Gewerbe (sowie Bergbau und Gewinnung von Steinen und Erden) gab es zwei Betriebe, im Bauhauptgewerbe 13 Betriebe. Geprägt wird die Unternehmensstruktur insgesamt durch einen größeren Industriebetrieb aus dem Bereich Elektronik. Daneben gibt es zahlreiche Handwerks- und Dienstleistungsbetriebe sowie diverse Einzelhandelsgeschäfte. Es gibt zirka 300 Selbständige in Adlkofen. 2004 wurde ein Verband der Selbständigen und Unternehmer in Adlkofen gegründet.
| Branche                               | Anzahl | Anmerkungen                              |
| ------------------------------------- | ------ | ---------------------------------------- |
| Apotheke                              | 1      | Stand: 2014                              |
| Architekturbüros                      | 2      |                                          |
| Ärzte                                 | 2      | davon ein Zahnarzt                       |
| Alternativmedizin/Psychotherapie      | 2      | davon einmal Psychotherapie              |
| Autohäuser                            | 3      | eines mit Tankstelle                     |
| Autohäuser                            | 3      | eines mit Autowerkstatt – Stand: 2014    |
| Bäckereien                            | 3      | davon zwei in Supermärkten – Stand: 2014 |
| Bauunternehmen                        | 2      |                                          |
| Blumenladen                           | 1      |                                          |
| Bodenbeläge                           | 1      |                                          |
| Brennstoffhandel                      | 1      |                                          |
| Buchhaltungsfirmen/Steuerberater      | 4      | davon vier Steuerberater                 |
| Buchhandlung                          | 1      |                                          |
| EDV/Internet                          | 2      |                                          |
| Elektriker/Elektrogeräte              | 2      |                                          |
| Fahrschule/Fahrdienste                | 2      | davon eine Fahrschule                    |
| Feinkost-/Weinhandel/Geschenkartikel  | 2      |                                          |
| Filmbearbeitung                       | 1      |                                          |
| Finanzdienstleistungen/Versicherungen | 6      |                                          |
| Friseur/Körperstyling                 | 4      | davon drei Friseure – Stand: 2014        |
| Gestüte                               | 4      | Stand: 2014                              |
| Gesundheit/Wellness                   | 6      | davon eine Apotheke                      |
| Getränkemärkte                        | 2      |                                          |
| Heizungsbau/Kältetechnik              | 6      | davon einer Kältetechnik                 |
| Kaminkehrer                           | 1      |                                          |
| Kfz-Teilehandel/Motorradtechnik       | 2      | davon einmal Motorradtechnik             |
| Maler/Fassadenbau/Verputzer           | 4      | davon zwei Maler                         |
| Marketing/Werbung                     | 2      | Stand: 2014                              |
| Metalentsorgung/Recycling             | 1      |                                          |
| Motorsport                            | 1      |                                          |
| Postagentur                           | 1      |                                          |
| Rollladen-/Markisen-/Fensterbau       | 2      |                                          |
| Schmiede/Metallgestaltung             | 2      | Stand: 2014                              |
| Schneidereien/Holzhandel              | 2      | davon ein Holzhandel                     |
| Schreinereien                         | 3      |                                          |
| Spedition                             | 1      |                                          |
| Supermärkte                           | 2      | Stand: 2014                              |
| Weiterbildung/Coaching                | 3      |                                          |
| Wirtshäuser/Gastwirtschaften          | 8      | zwei mit Fremdenzimmer – Stand: 2014     |

### Land- und Forstwirtschaft
Im Jahr 1999 bestanden 131 landwirtschaftliche Betriebe mit einer landwirtschaftlich genutzten Fläche von 2.872 ha, davon waren 2.454 ha Ackerfläche. 2010 waren dies noch 2.783 ha landwirtschaftlich genutzte Fläche (-89 ha) bzw. 2.435 ha Ackerland (-19 ha). Die Anzahl der Betriebe ist bis 2010 um ein knappes Drittel auf 93 zurückgegangen. Bis 2016 sank die Zahl auf 84. Die Mehrzahl der Betriebe hat eine Größe von 20 bis 50 Hektar gefolgt von den Betrieben mit einer Größe von 10 bis 20 Hektar.
| Betriebsgröße in ha | Anzahl der Betriebe | Anzahl der Betriebe | Anzahl der Betriebe |
| Betriebsgröße in ha | 1999                | 2010                | 2016                |
| ------------------- | ------------------- | ------------------- | ------------------- |
| unter 5             | 15                  | 1                   | 5                   |
| 5 bis unter 10      | 26                  | 18                  | 11                  |
| 10 bis unter 20     | 32                  | 24                  | 21                  |
| 20 bis unter 50     | 48                  | 36                  | 30                  |
| 50 oder mehr        | 10                  | 14                  | 17                  |
| Gesamt              | 131                 | 93                  | 84                  |

2010 wurde auf 71,2 Prozent der Ackerfläche Getreide angebaut. Auf 22,9 Prozent der Fläche war dies Mais. Bis 2016 sank dieser Prozentsatz auf 66,6 Prozent beim Getreide während er mit 22,2 Prozent beim Mais nahezu konstant blieb.
Von 1999 bis 2016 hat sich die Haltung von Rindern und Milchvieh rückläufig entwickelt, während sich der Bestand an Schweinen und vor allem Hühnern deutlich erhöht hat.
| Tierart            | Anzahl | Anzahl | Anzahl |
| Tierart            | 1999   | 2010   | 2016   |
| ------------------ | ------ | ------ | ------ |
| Rinder             | 4.441  | 2.930  | 2.347  |
| Milchkühe          | 1.077  | 651    | ?      |
| Schweine insgesamt | 10.559 | 26.968 | 26.312 |
| Hühner insgesamt   | 435    | 34.224 | 97.171 |

Der Bezirk Niederbayern unterhält seit 1957 den bereits seit 1950 von der Staatlichen Lehr- und Forschungsanstalt für Gartenbau Freising-Weihenstephan im Gemeindeteil Deutenkofen betriebenen Lehr- und Beispielbetrieb für Obstbau. Dieser ist dem Agrarbildungszentrum Landshut-Schönbrunn angegliedert ist.

### Breitbandversorgung
In einigen Gemeindeteilen bestand 2007 noch kein breitbandiger DSL-Anschluss. Der Breitbandatlas Deutschland verzeichnete am 19. März 2014 für Adlkofen Versorgungsgrade wie folgt:
- >95 Prozent für Bandbreiten von ≥1 und ≥2 Mbit/s in fast allen Bereichen des Gemeindegebiets
- >95 Prozent für Bandbreite von ≥6 Mbit/s im Gemeindeteil Adlkofen und teilweise noch in den größeren Gemeindeteilen
ansonsten meist 75 bis 95 bzw. 50 bis 75 Prozent
- >95 Prozent für Bandbreite von ≥16 Mbit/s fast nur im Gemeindeteil Adlkofen
übrige Bereiche meist zwischen 0 und 10 Prozent
- 10 bis 50 Prozent (selten auch >95 Prozent) für Bandbreite von ≥30 Mbit/s meist nur im Kernbereich des Gemeindeteils Adlkofen
- 0 bis 10 Prozent für Bandbreite von ≥50 Mbit/s im gesamten Gemeindegebiet.[125]

Nach Planungen der Nachbargemeinde Kröning für eine DSL-Versorgung per Funk (z. B. Wireless Local Loop (WLL) oder WiMAX) wurde die Prüfung einer solchen Möglichkeit auch für das Gemeindegebiet Adlkofen begonnen. Dabei ergab sich die Möglichkeit im Zuge des Anschlusses des Ortes Jesendorf an das DSL-Netz auch einige Gemeindeteile Adlkofens hiermit zu versehen. Diese Planungen gerieten 2008 aber wieder ins Stocken. Mitte 2008 schloss sich die Gemeinde Adlkofen der „Breitband-Initiative Bayern“ an und startete eine Ist- und Bedarfsanalyse. Dezember 2011 wurde eine weitere LTE-Sendeanlage in Betrieb genommen zur Versorgung weiterer Haushalte in Adlkofen mit schnellem DSL. Insgesamt fehlt es aber an einem flächendeckenden Angebot von Breitbandanschlüssen. Am geplanten Anschluss der Landshuter Gemeindeteile Frauenberg und Stallwand ans schnelle Internet zeigte auch die Gemeinde Adlkofen für deren angrenzende Gemeindeteile Interesse. Im Juni 2014 startete die Gemeinde den Einstieg in das Förderverfahren des Freistaates Bayern für den Breitbandausbau. Im Rahmen der Richtlinie zur Förderung des Aufbaus von Hochgeschwindigkeitsnetzen im Freistaat Bayern vom 10. Juli 2014 steht den Gemeinden ein Förderbetrag von mindestens 500.000 Euro und maximal 950.000 Euro zur Verfügung; für Adlkofen beträgt dieser 940.000 Euro. Im September 2015 schlossen die Gemeinden Adlkofen und Kumhausen eine Kooperationsvereinbung zum Breitbandausbau. Damit ist die Inanspruchnahme von zusätzlichen 50.000 Euro Fördermitteln möglich.

### Wohnen und Bauen
Der Flächenverbrauch für Gebäude- und Freiflächen ist von 1980 bis 2011 von 88 ha auf 227 ha (+ 258 Prozent) gestiegen.

#### Wohnen
Gemäß Volkszählung 2011 wurden drei Viertel des Gebäudebestandes in Adlkofen zwischen 1970 und 2013 errichtet (siehe nachfolgende Tabelle). Knapp zwei Drittel der verfügbaren Wohnungen wird durch deren Eigentümer/-innen bewohnt. 30 Prozent sind Mietwohnungen. Es gibt einen Leerstand von 69 Wohnungen (siehe nachfolgende Tabelle).
| Jahr            | Gebäude nach Baujahr |
| --------------- | -------------------- |
| vor 1950        | 12,6 %               |
| 1950 bis 1969   | 14,2 %               |
| 1970 bis 1989   | 40,5 %               |
| 1990 und später | 32,7 %               |

| Jahr                          | Wohnungen nach Nutzungsart |
| ----------------------------- | -------------------------- |
| bewohnt durch Eigentümer/-in  | 65,1 % bzw. 1069 Wohnungen |
| vermietet zu Wohnzwecken      | 30,3 % bzw. 497 Wohnungen  |
| Ferien- und Freizeitwohnungen | 0,4 % bzw. 6 Wohnungen     |
| leer stehend                  | 4,2 % bzw. 69 Wohnungen    |

Von 1987 bis 2011 nahm die Anzahl der Einpersonenhaushalte um 126 Prozent von 150 auf 339 zu.

#### Bauen
Betrug 2009/2010 der Bodenrichtwert im Gemeindeteil Adlkofen für ausgewiesene Baugebiete noch 145 € so ist dieser bei der Schätzung 2011/2012 auf 125 € allgemein bzw. auf 115 € für das zuletzt erschlossene Baugebiet Adlkofen Nord I gesunken. Für Ackerland hingegen ist er von 4 € auf 6 € gestiegen. Für den Gemeindeteil Göttlkofen sind die Werte 90 € bzw. 4 € gleich geblieben bzw. auf 6 € gestiegen. Für im Gemeindeteil Adlkofen ausgewiesene gewerbliche Bauflächen stieg der der Wert 40 € auf 60 €.
| Gemeindeteil   | Wohnbauflächen ausgewiesene Baugebiete | unbeplanter Innenbereich | ausgewiesene gewerbliche Bauflächen | Ackerland |
| -------------- | -------------------------------------- | ------------------------ | ----------------------------------- | --------- |
| Adlkofen       | 125 € 115 € (Adlkofen Nord I)          | 125 €                    | 60 €                                | 6 €       |
| Deutenkofen    | 65 €                                   | 65 €                     |                                     | 6 €       |
| Günzkofen      | 90 €                                   |                          | 70 €                                | 6 €       |
| Enkofen        |                                        |                          | 70 €                                | 6 €       |
| Jenkofen       |                                        |                          | 70 €                                | 6 €       |
| Kleinegglkofen |                                        |                          | 65 €                                | 6 €       |
| Läuterkofen    |                                        |                          | 65 €                                | 6 €       |
| Göttlkofen     | 90 €                                   |                          | 65 €                                | 6 €       |
| Zaitzkofen     |                                        |                          | 55 €                                | 6 €       |
| Pattendorf     |                                        |                          | 50 €                                | 6 €       |
| Schwatzkofen   |                                        |                          | 55 €                                | 6 €       |

Bodenrichtwerte für ausgewiesene Baugebiete im Gemeindeteil Adlkofen vorheriger Perioden:
| Jahr      | Bodenrichtwert         |
| --------- | ---------------------- |
| 1993/1994 | 230–250 DM (118–128 €) |
| 1995/1996 | 240 DM (123 €)         |
| 1997/1998 | 200 DM (102 €)         |
| 1999/2000 | 300 DM (153 €)         |
| 2001/2002 | 135 €                  |

| Jahr      | Bodenrichtwert                  |
| --------- | ------------------------------- |
| 2003/2004 | 145 €                           |
| 2005/2006 | 145 €                           |
| 2009/2010 | 145 €                           |
| 2011/2012 | 125 € / 115 € (Adlkofen Nord I) |

| Jahr       | Bodenrichtwert |
| ---------- | -------------- |
| 31.12.2018 | 210 €          |

Die Erschließung von Bauland lief im Gemeindeteil Adlkofen in unterschiedlichen Phasen ab und bescherte diesem zwischen 1970 und 2006 einen massiven Bevölkerungszuwachs um zirka 65 Prozent.

Entwicklung Adlkofens nach Bebauungsplänen
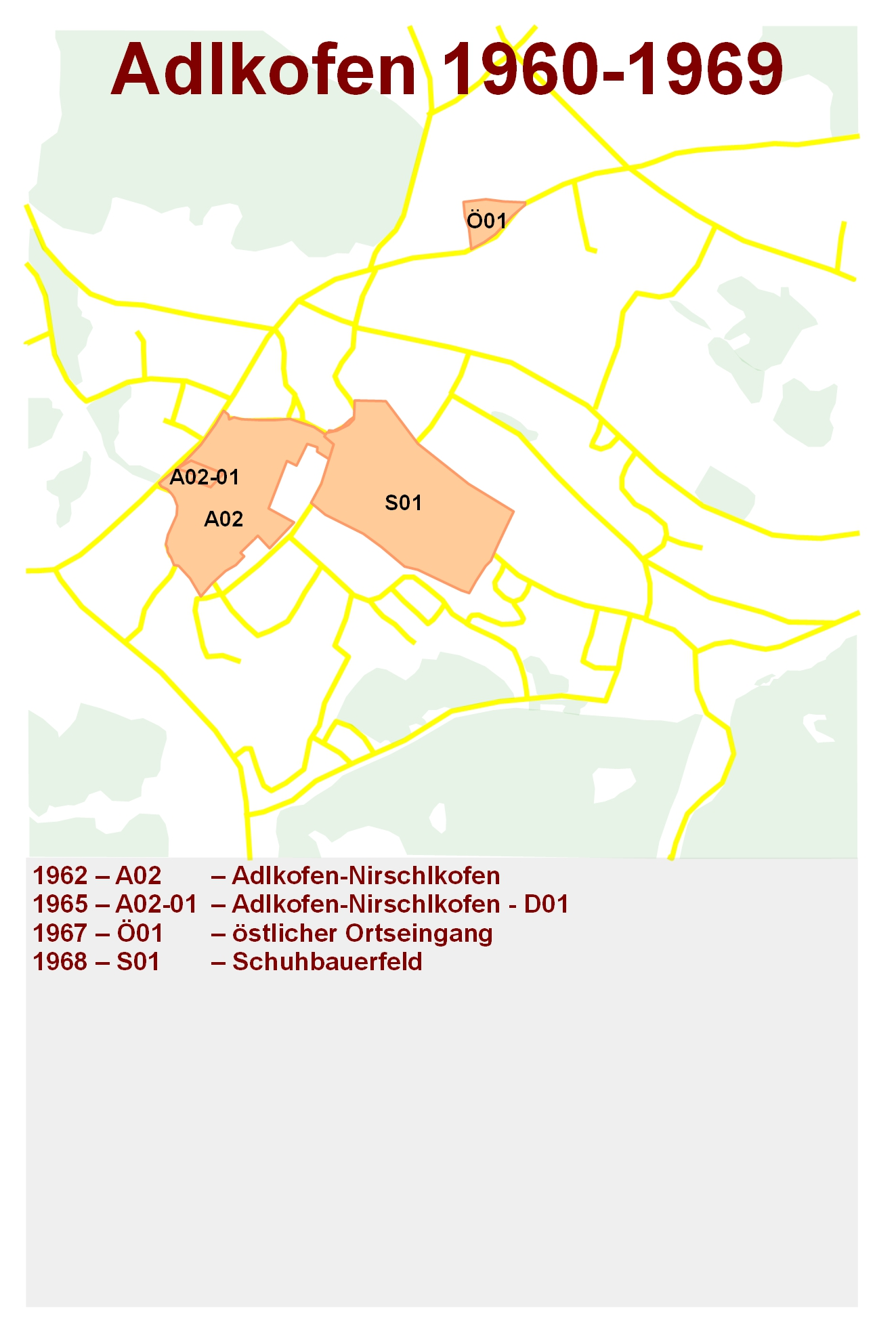
Bebauungspläne 1960–1969
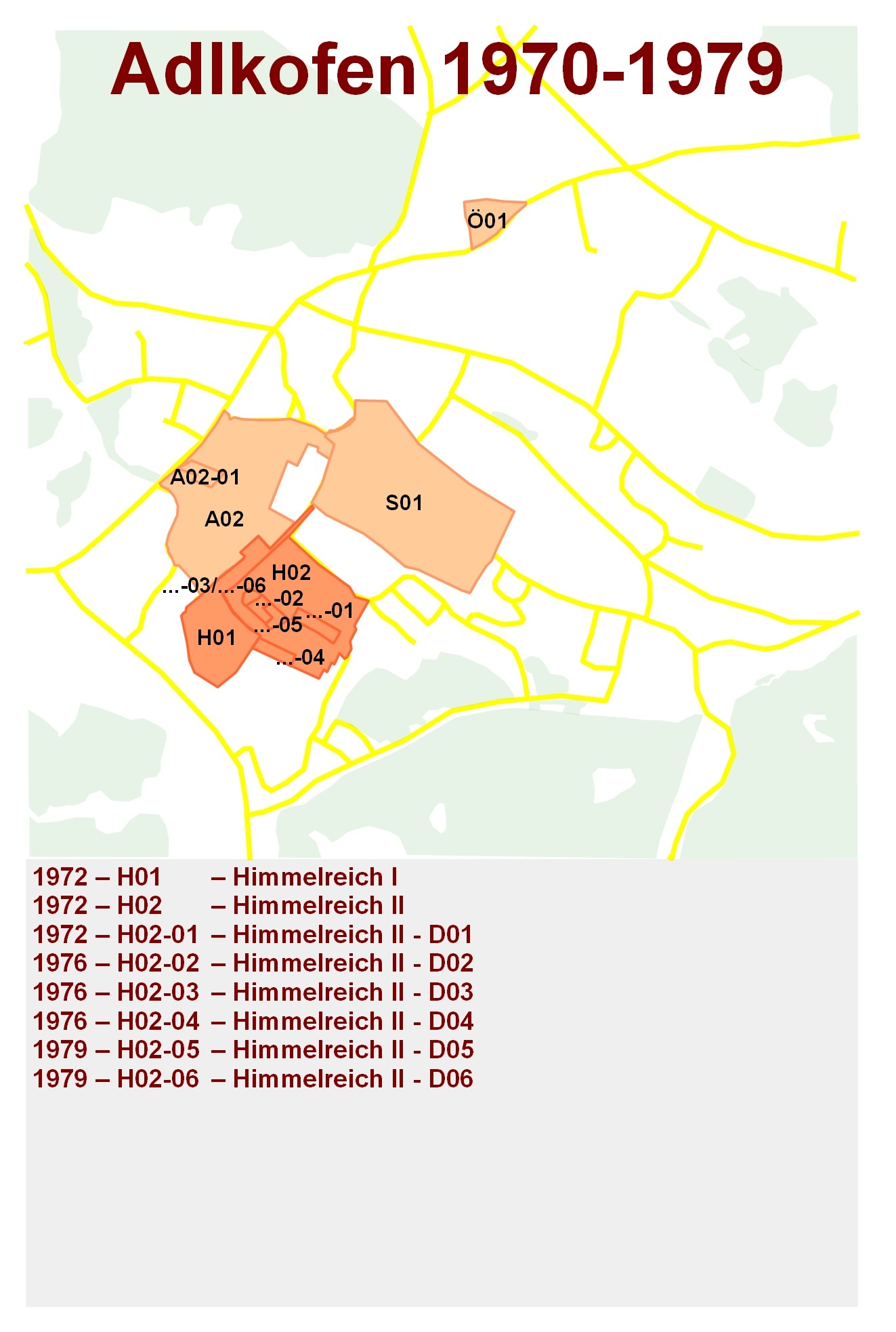
Bebauungspläne 1970–1979
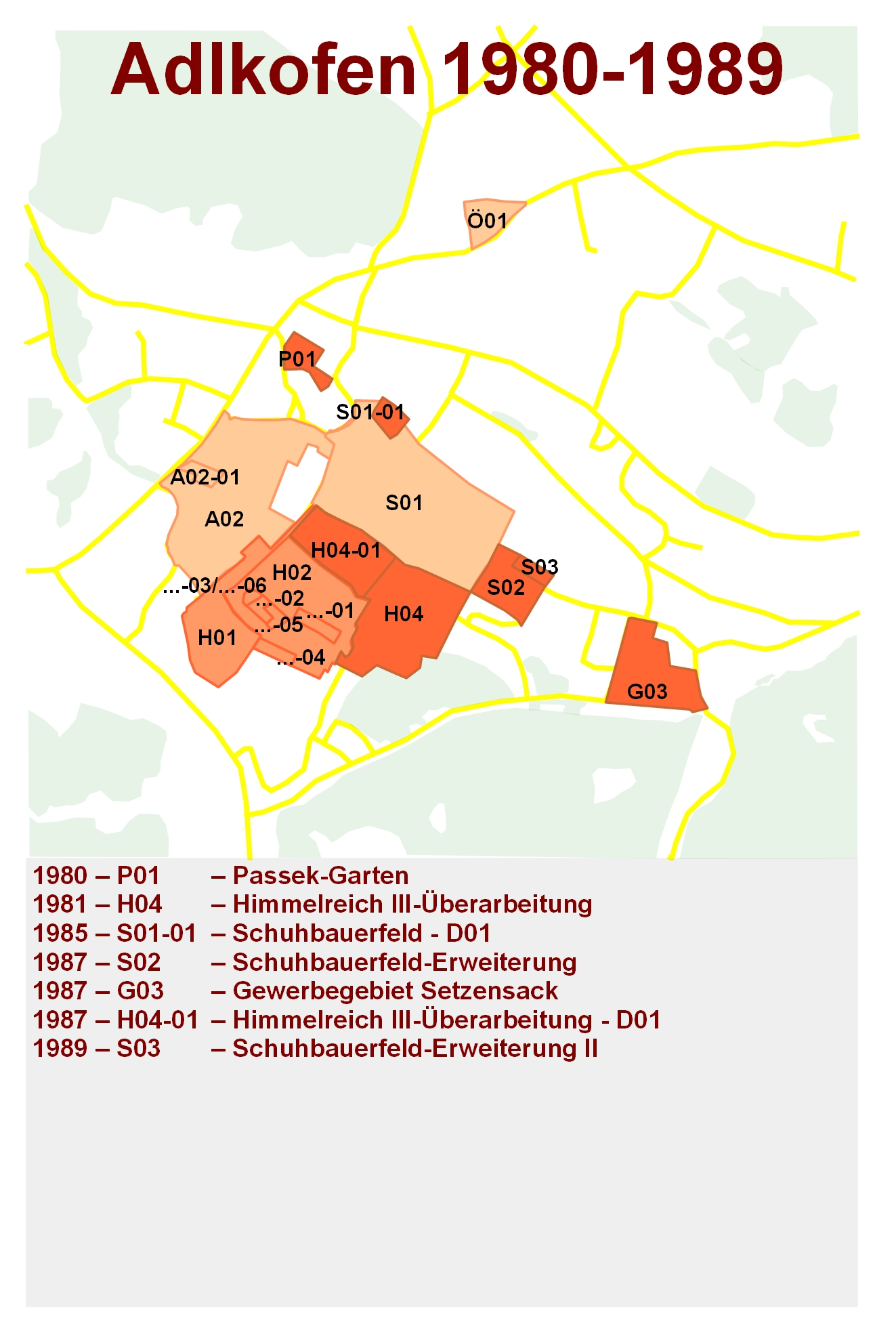
Bebauungspläne 1980–1989
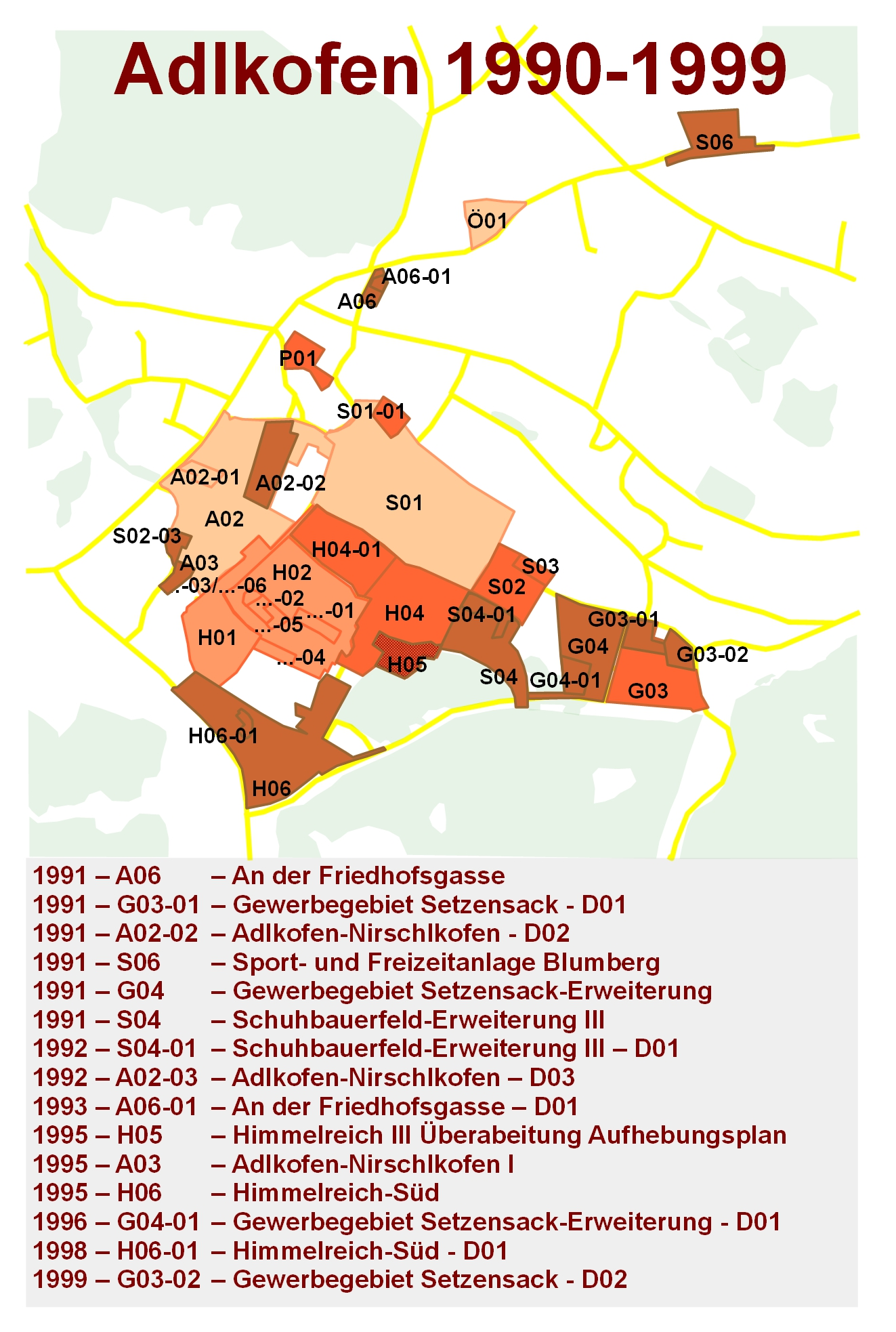
Bebauungspläne 1990–1999
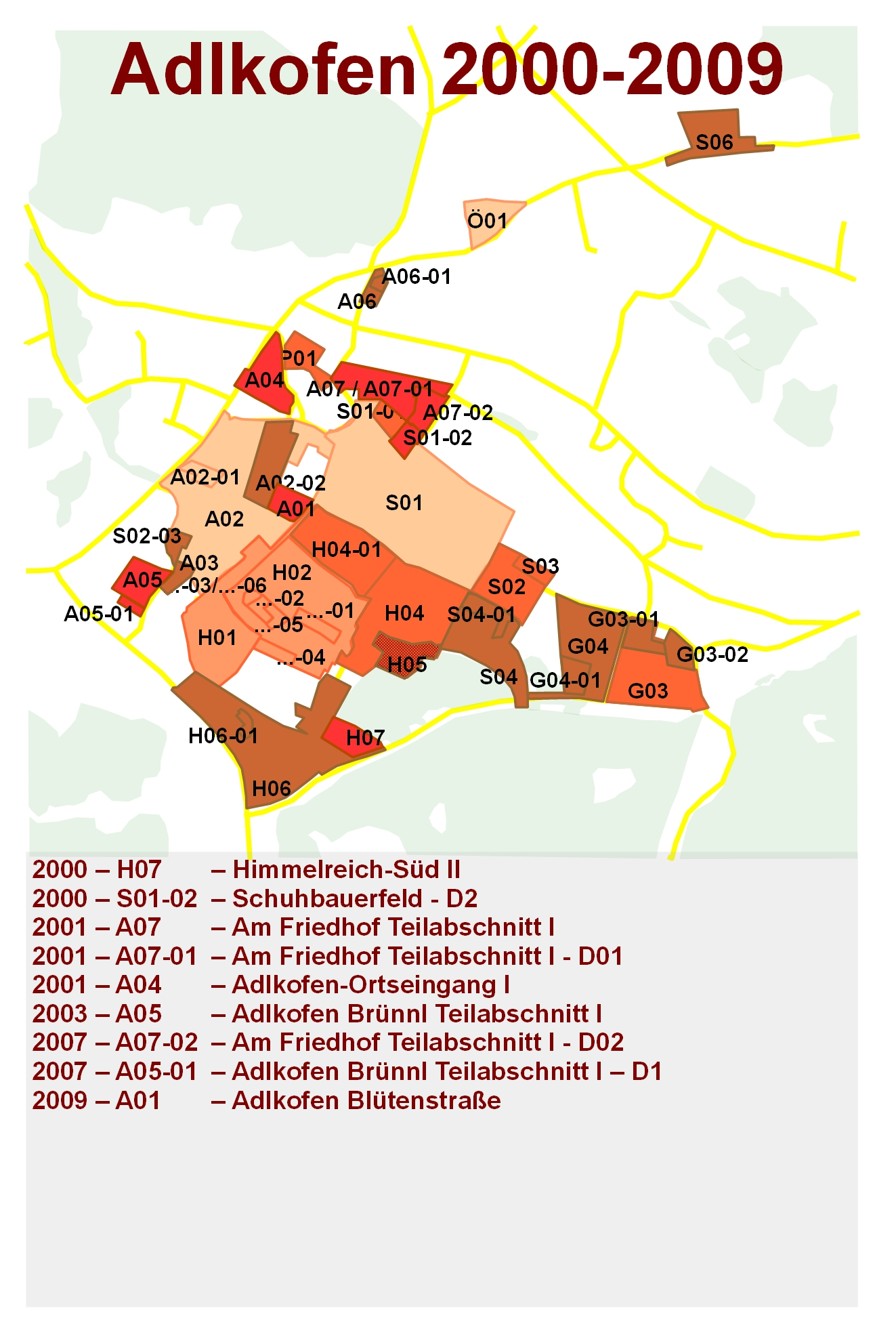
Bebauungspläne 2000–2009
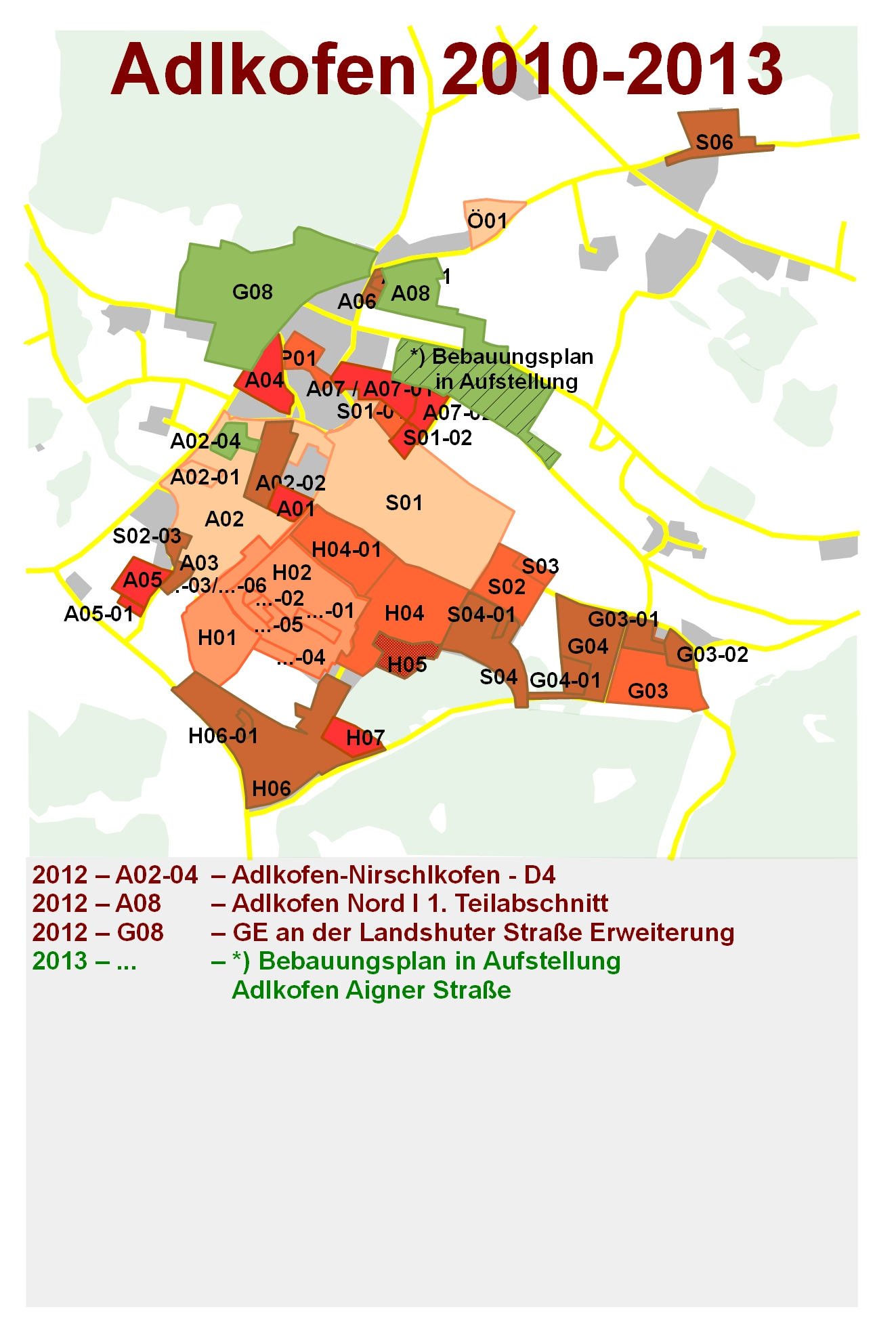
Bebauungspläne 2010–2013

2004–2008
Frühjahr und Sommer 2004 wurden die Erschließungsarbeiten für das Baugebiet „Am Brünnl“ (10 Parzellen) durchgeführt. Dies ergänzte den bereits erschlossenen Teilabschnitt 1 (insgesamt 18 Parzellen) des Baugebietes „am Pfarrgarten“ sowie das Baugebiet „am Ortseingang“ (7 Parzellen). Dazu kamen noch acht Parzellen im Baugebiet „an der Schule“ sowie drei Parzellen im Baugebiet „Schuhbauerfeld Erweiterung“ neben der Grundschule. Die Erschließung des Baugebietes „an der Schule“ wurde 2007 abgeschlossen.
Auch in Günzkofen und Göttlkofen stand Baugrund für Ortsansässige zur Verfügung.
2012–2013

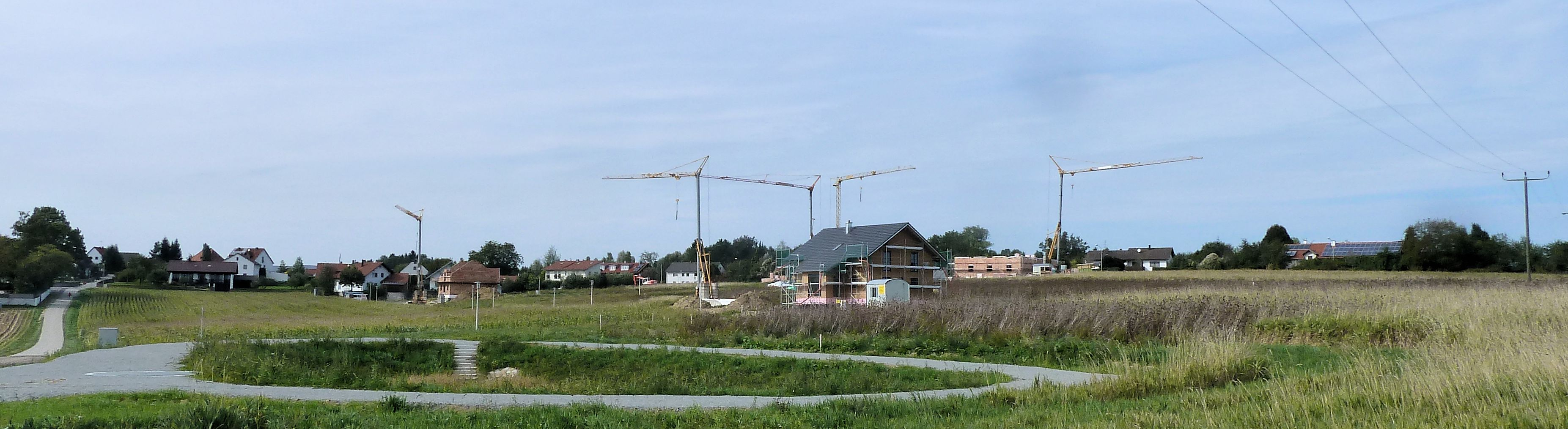
Aktuelle Bebauung des Baugebietes Adlkofen Nord I Teilabschnitt 1

Im Juli 2011 wurde beschlossen, einen Bebauungsplan für ein neues Baugebiet südlich der Staatsstraße St 2045 und nördlich der Aigner Straße aufzustellen. Mit der Erschließung des Baugebietes Nord 1 wurde 2012 begonnen. Damit bekam Adlkofen die folgenden neuen Straßennamen: Brahmsstraße, Lisztweg, Brucknerstraße, Schubertstraße und Richard-Strauß-Straße. 2013 war die Fertigstellung. Es umfasst 24 Parzellen. Weitere 17 Parzellen sind in einem weiteren Erschließungsabschnitt möglich.
2013 wurde mit der Planung des daran anschließendes Baugebiets „An der Aigner Straße“ begonnen, dessen qualifizierter Bebauungsplan am 28. Oktober in Kraft trat. Von den 48 Parzellen waren bis Oktober 2020 rund drei Viertel bebaut.
In Göttlkofen gibt es zudem ein Baugebiet Sandberg.
2012/2013 wurde damit begonnen, einen Bebauungsplan „Sport- und Freizeitanlage Blumberg“ aufzustellen. In seiner Sitzung vom 13. Mai 2013 billigte der Gemeinderat den Entwurf zum Deckblatt Nr. 2 des Bebauungsplans Sport- und Freizeitanlage Blumberg und das Verfahren zur öffentlichen Auslegung wurde eingeleitet. Am 1. Juli erfolgte dann der Beschluss über die 13. Änderung des Flächennutzungsplanes für den Teilbereich „Sport- und Freizeitanlage Blumberg“ und zum Bebauungsplan „Sport- und Freizeitanlage Blumberg – Deckblatt Nr. 2“.

#### Gewerbegebiete
Der Flächenverbrauch für Betriebsflächen ist von 1980 bis 2011 von 4 ha auf 24 ha (+ 600 Prozent) gestiegen.
An der Landshuter Straße befindet sich das Gewerbegebiet „Ziegelbreite“ mit ca. 6.500 m². Die Erschließung der Gewerbeflächen war bis Herbst 2013 beabsichtigt. Im Juni 2013 wurden die Bauarbeiten für die dafür vorgesehenen Kanal- und Straßenbauarbeiten vergeben und mit den Bauarbeiten zur Erweiterung im Sommer 2013 begonnen. Der Grunderwerb durch die Gemeinde ist noch im Gange.

### Wasserversorgung
Die Wasserversorgung auf dem Gemeindegebiet wird durch den Zweckverband Wasserversorgung Isar-Vils erbracht. Für die Versorgung mit Trinkwasser stehen dem Zweckverband drei Erschließungsgebiete zur Verfügung:
- Hofham
- Wolfsteinerau
- Kröning

Die dort betriebenen sieben Tiefbrunnen decken zum überwiegenden Teil den Wasserbedarf. Als Ringschluss entsteht zwischen Läuterkofen und Adlkofen eine zweite Zuleitung.
Desethylatrazin

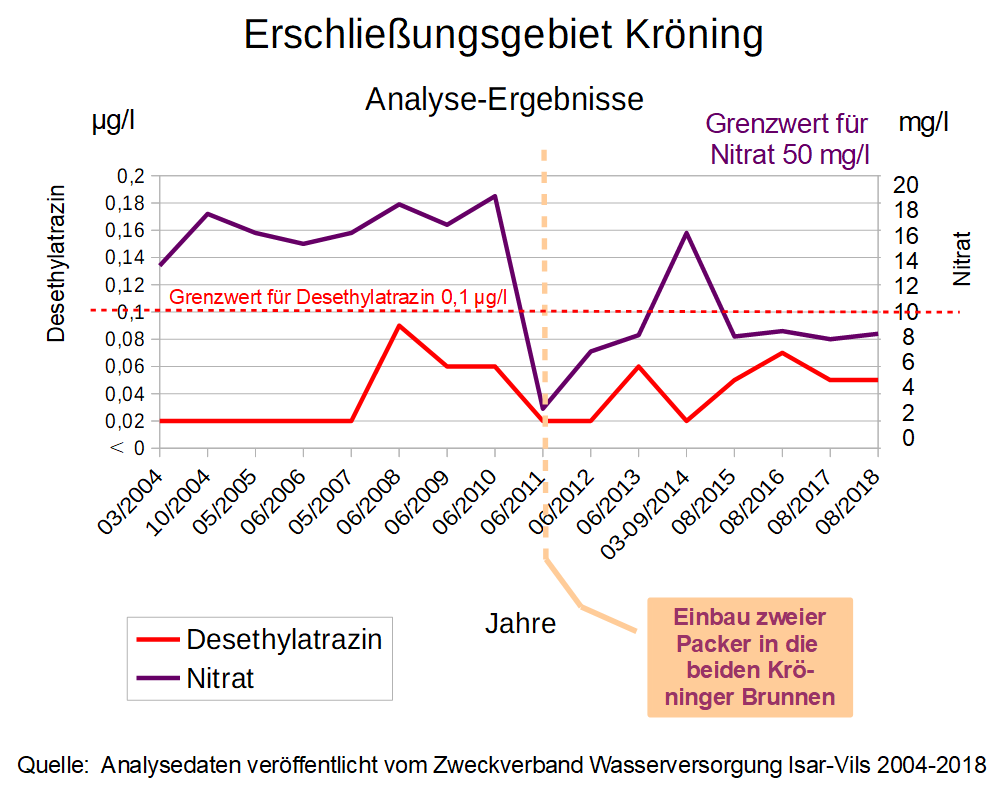

Im Erschließungsbereich Kröning hat man seit 2009 Probleme mit beiden Brunnen. Anfang 2011 sind die Konzentrationen von Desethylatrazin (Abbauprodukt des seit Anfang der 1990er Jahre verbotenen Spritzmittels Atratzin) stark angestiegen. Zur Einhaltung der Grenzwerte wurde das Wasser der beiden Kröninger Brunnen gemischt – zeitweise auch mit Wasser aus Hofham und Schaumburg. Im weiteren Verlauf mussten aber die Kröninger Brunnen vom Netz genommen werden, da die Konzentrationen weiter angestiegen waren. Für Abhilfe sorgten zunächst eingebaute Packer, die bei einem der beiden Brunnen unproblematisches Wasser aus tieferen Schichten förderten. Die jährlich veröffentlichten Analysewerte für Desethylatrazin zeigten in den Jahren 2008 bis 2010 hohe Konzentrationen. Die Packer sorgten hier für eine deutliche Reduzierung in den Jahren 2011 und 2012. Die Messung 2013 zeigte aber wieder hohe Werte, zu denen der Zweckverband Isar-Vils einschränkend auf seiner Homepage verweist: „dass die guten Werte im Bereich Erschließungsgebiet Kröning nur deswegen zustande gekommen sind, da die Probenahme zufällig während des alleinigen Pumpbetriebes des Brunnen 1 statt fand“. Der zweite Brunnen zeigte trotz Packer keine zufriedenstellende Verbesserung. Eine Studie für die Sanierung (z. B. Bau neuer Brunnen bzw. Bau einer Aufbereitungsanlage) wurde in Auftrag gegeben. Da die Grenzwerte für Desethylatrazin bei zwei Messungen Mitte und Ende September 2012 überschritten wurden, wurde im Herbst 2012 eine Ausnahmegenehmigung beim Gesundheitsamt erwirkt mit der Auflage der Vorlage eines Sanierungskonzeptes bis zum 19. April 2013. Diese ist bis 1. Oktober 2015 gültig. Als problematisch stellte sich vor allem Brunnen II heraus, dessen Belastung eine steigende Tendenz aufwies. Die seit dem 18. Oktober 2012 geltende Ausnahmegenehmigung erlaubt die Förderung bis zu einem Gehalt von 0,003 mg/l Desethylatrazin (Zum Vergleich: Der gültige Grenzwert liegt hier bei 0,0001 mg/l). Mit Versuchsbohrungen im Geiselsdorfer Forst in Kröning wird geprüft, ob die Bohrung zweier weiterer Brunnen möglich ist.
Nitrat
Von 2004 bis 2010 wiesen die Nitrat-Konzentration im Erschließungsgebiet Kröning eine steigende Tendenz auf. Der Einbau zweier Packer in die beiden Brunnen und die damit verbundene Förderung von Wasser aus tieferen Schichten führte bei der Messung 2011 zu deutlich niedrigeren Werten, die aber seit 2012 wieder anstiegen und 2014 das Niveau vor Einbau der Packer erreichten. Dennoch bewegen sich diese hier deutlich unterhalb des Grenzwertes von 50 mg/l.

### Abwasserentsorgung
Das Kanalnetz des Ortes Adlkofen wurde in den sechziger Jahren errichtet. Anfang 2000 wies es zum Teil schwere Schäden auf. Erste Sanierungsarbeiten wurden bereits 2005 ausgeführt. So wurde an der Deutronicstraße ein Drosselbauwerk errichtet. 2006 wurden die Kanäle in der Blütenstraße, Erlenstraße, Nirschlkofener Straße und Schwablstraße saniert. Mit der Erweiterung des Gewerbegebietes Ziegelbreite werden bis zum Frühjahr 2014 auch die Haushalte an der Frauenberger Straße an das Kanalnetz der Abwasserentsorgung angeschlossen.

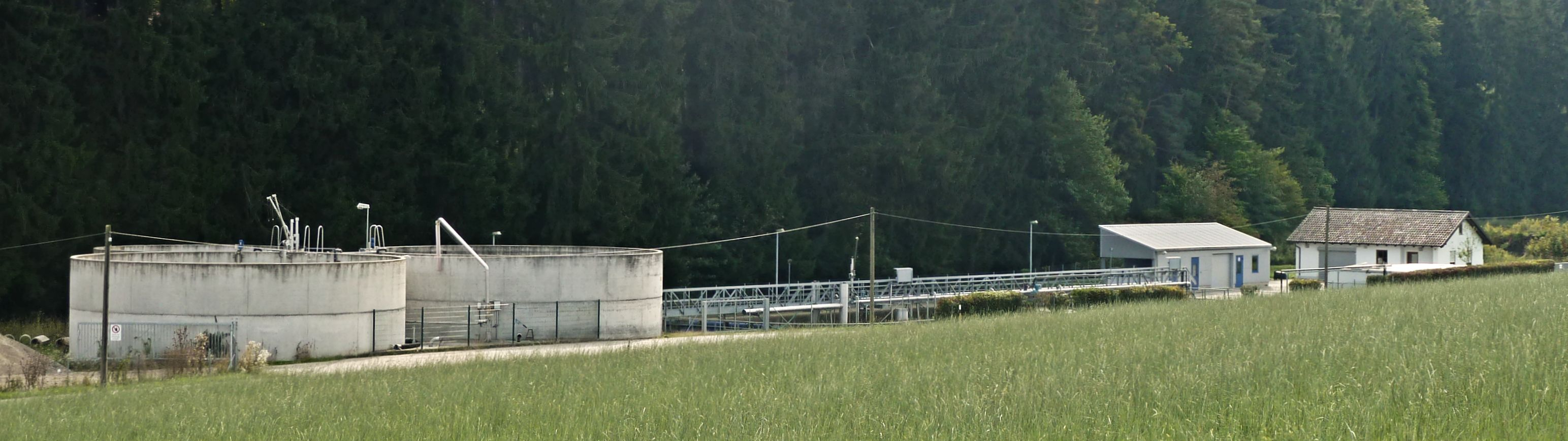
Kläranlage Adlkofens

In den Gemeindeteilen Adlkofen (Ausbaugröße in Einwohnern: 3000), Deutenkofen (150), Günzkofen (360), Pattendorf (120) und Reichlkofen (350) werden kommunale Kläranlagen betrieben.
1990 hat die jetzige Kläranlage der Gemeinde Adlkofen ihren Betrieb aufgenommen. 2005 hatte sie ihre Kapazitätsgrenze (unter anderem bezüglich der Regenwasserableitung) erreicht. Auch erster Sanierungsbedarf war vorhanden. Entsprechende Planungen für Erweiterung und Sanierung wurden begonnen. 2007 wurde mit den Arbeiten zur Erweiterung und Sanierung begonnen und diese dann 2008 abgeschlossen. Die Anlage wurde damit auf den Stand einer sogenannten modifizierten SBR-Anlage gebracht und auf 3500 Einwohnergleichwerte erweitert. Die bestehenden Anlagenteile konnten weitestgehend verwendet werden. Der Umbau wurde mit 1,4 Mio. Euro veranschlagt. Diese Kosten wurden auf die Abwassergebühren umgelegt. Der Mehrpreis pro Kubikmeter stieg dadurch um zirka EUR 0,65. Darin sind auch die Kosten für die Kanalsanierungsarbeiten der vorherigen Jahre enthalten. 2011 wurde der Planungsauftrag für eine zusätzliche Phosphatfällung vergeben.
Ende 2004 wurde beschlossen, die Gemeindeteile Engkofen und Jenkofen an eine zentrale Entwässerung mit separater Kläranlage anzuschließen. Die Planung und Ausschreibung für Kanalleitungen und eine eigene Kläranlage wurden 2005 durchgeführt. Der Baubeginn hierfür war für 2006 Jahr vorgesehen. Zentrale Abwasseranlagen bestanden 2006 in den Gemeindeteilen Adlkofen, Deutenkofen, Engkofen, Günzkofen, Pattendorf und Reichlkofen. Der Anschlussgrad lag damit bei 70 % (Landkreisdurchschnitt zirka 84 %). 2006 wurde beschlossen, den Gemeindeteil Ried an die Kläranlage in Pattendorf anzuschließen. Damit entfällt im Gemeindeteil Ried die Errichtung von Kleinkläranlagen. Der Kläranlage Pattendorf wurde durch das Landratsamt im August 2014 eine beschränkte wasserrechtliche Erlaubnis zum Einleiten von gereinigtem Abwasser sowie zum Einleiten von Mischwasser aus dem Mischwasserentlastungsbauwerk gültig bis zum 31. Dezember 2015 erteilt, um eine Sanierung derselben zu ermöglichen.
Neben den großen Abwasserbehandlungsanlagen der Gemeinde Adlkofen, wird das Abwasser in vielen Gemeindeteilen mittels Kleinkläranlagen behandelt. Mit Erlass einer Allgemeinverfügung durch das Landratsamt Landshut im Zuge der Anpassung der technischen Regeln für Bau und Betrieb wurden die Betreiber von Kleinkläranlagen ohne biologische Nachklärung mit Abwasseranfall größer acht Kubikmeter pro Tag, die ihr Abwasser unmittelbar in den Untergrund versickern lassen, in ein Fließgewässer oder in einen Oberflächenwasserkanal einleiten, aufgefordert, bis spätestens 31. Dezember 2010 das Abwasser so zu reinigen, dass es den Anforderungen der Gesetze und Verordnungen entspricht.
Für die Fäkalschlammentsorgung gibt es eine gemeindliche Satzung.

### Hochwasserschutz
Im Bereich Forstenrode wurden seit 2000 Regenrückhaltemöglichkeiten mit einem Gesamtvolumen von zirka 20.000 Kubikmetern geschaffen. 2013 waren weitere Rückhaltemöglichkeiten auf dem Gemeindegebiet mit einem Volumen von 13.000 Kubikmetern geplant bzw. in die Planung aufgenommen. Darüber hinaus existieren weitere insgesamt zwölf Rückhaltebecken mit einem Fassungsvermögen von zirka 18.000 m³. Ende 2013 wurde die Vorbereitung der Ausschreibungen für Rückhaltebecken im Bereich Birnkofen und Deutenkofen vergeben.

### Verkehr

#### Fernverkehr
Autobahnanschluss an die A 92 hat man über Landshut beziehungsweise Wörth/Isar. Die geplante Bundesstraße 15n soll an Adlkofen vorbeiführen. Im Rahmen dieses Straßenbauprojektes würde Adlkofen über die sogenannte östliche Umfahrung Landshut in nördlicher Richtung an das Autobahnkreuz der B 15neu mit der A 92 angeschlossen und in südwestlicher Richtung an die B 299; mit der Weiterführung als sogenannte südliche Umfahrung Landshut an die B 15 (alt). Als sogenannte Ost-Süd-Umfahrung Landshut sind diese beiden Straßenprojekte in den vordringlichen Bedarf des Bundesverkehrswegeplanes 2030 eingestuft.

#### Nah- und Regionalverkehr
Das Straßennetz der Gemeinde ist 115 km lang. Für dessen Erneuerung und Unterhalt waren zuletzt 2,7 Millionen Euro ausgegeben worden. Für 2013 ist der Ausbau Gemeindeverbindungsstraße Schwatzkofen-Pettenbach und Birnkofen-Frauenberg vorgesehen. Der Flächenverbrauch für den Bau von Straßen und Wegen ist von 1980 bis 2011 von 157 ha auf 198 ha (+ 26 Prozent) gestiegen.
Der Gemeindeteil Adlkofen liegt an der Staatsstraße 2045 und an der Kreisstraße LA 31. Die Staatsstraße 2045 führt westlich von Schweinbach (Stadt Landshut) kommend über den Gemeindeteil Adlkofen weiter in nordöstlicher Richtung zur Gemeinde Kröning. Über die Kreisstraße LA 31, welche das Gemeindegebiet von Norden über Pöffelkofen kommend nach Süden Richtung Weizeneck durchzieht, hat man Anbindung über die Gemeinde Geisenhausen an die B 299.
Weitere Kreisstraßen auf dem Gemeindegebiet sind die Kreisstraßen LA 3, LA 11 und LA 30. Die Kreisstraße LA 3 startet an der Staatsstraße 2045 bei Jenkofen und durchzieht das Gemeindegebiet von Westen aus in südöstlicher Richtung bis nach Pattendorf und führt anschließend weiter bis zur Gemeinde Gerzen. Die LA 11 startet in Göttlkofen und führt nordwärts in Richtung Gemeinde Niederaichbach. Die LA 30 startet in Jenkofen und führt in südwestlicher Richtung über Hohenegglkofen (Gemeinde Kumhausen) zur B 299.

#### ÖPNV
Es gibt verschiedene Buslinien in Richtung Landshut und Vilsbiburg.

#### Radwege
2005 wurde der Bau eines Radweges entlang der Staatsstraße 2045 von Schweinbach (Stadt Landshut) nach Adlkofen vergeben. Eine Fortführung als Geh- und Radweg über Blumberg bis Birken wurde geplant, und dessen Bau mit einer Gesamtlänge von 2,4 km durch den Gemeinderat im Sommer 2013 beschlossen. Am 2. Juni 2014 beschloss er zudem, den Bau in Eigenregie durchzuführen.

### Energie

#### Elektrifizierung Adlkofens
Bis in die 1870er Jahre nutze man zur Beleuchtung Kienspan, bevor dieser durch Öllampen abgelöst wurde.
Mit der Gründung der Elektrizitätsgenossenschaft Adlkofen und Umgebung durch drei Bürger der Gemeinde wurden am 8. Dezember 1924 mit der Vorlage der Statuten beim Amtsgericht die Voraussetzungen für die Elektrifizierung der ersten Haushalte in Adlkofen geschaffen. Mit der Eröffnung am 20. Juni 1925 erstrahlte dann nach Einbruch der Dunkelheit erstmals elektrisches Licht in den Häusern des Dorfes.
Der Strom wurde von den Überlandwerken bis Schweinbach geliefert. Dort wurde er in das Leitungsnetz der Genossenschaft eingespeist. Fast alle Anwesen in Adlkofen waren seit 1932 an das Stromnetz angeschlossen.
Finanziert wurde das Projekt über einen Kredit in Höhe von 1 Million Goldmark. Als Folge der Weltwirtschaftskrise 1929 konnte der Kredit nicht mehr zurückgezahlt werden. 1931 gehörten der Genossenschaft 500 Genossen an. Die Abwicklung der Genossenschaft zog sich über viele Jahre hin. Diverse Gerichtsverfahren wurden hierzu geführt. 1966 endeten die rechtlichen Streitigkeiten und die OBAG übernahm die Stromversorgung für dieses Gebiet.
Im Juli wurde vom Gemeinderat beschlossen 91 Straßenlaternen im Bereich Günzkofen, Läuterkofen und Göttlkofen auf stromsparende LED-Lampen umzustellen.
Heute (Stand: 21. Februar 2014) liegt der Stromverbrauch im Gemeindegebiet von Adlkofen bei etwa 29.119 MWh/Jahr. Dem stehen etwa 25.016 MWh/Jahr auf dem Gemeindegebiet produzierten Stromes aus regenerativen Energiequellen (erfasst über das EEG – Erneuerbare Energien Gesetz) entgegen. Somit beträgt der Anteil des EEG-Stromes am Verbrauch 86 Prozent (Zum Vergleich: Im Landkreis Landshut beträgt dieser Anteil 43 %). Die Gemeinde Adlkofen bezieht ihren Strom im Rahmen der Bündelausschreibung des Bayerischen Gemeindetages für die kommunale Strombeschaffung in Bayern aus dem Jahre 2013. Mit der Inbetriebnahme der zweiten Freiflächenphotovoltaikanlage am Wolfsbach im 1. Halbjahr 2019 wird der Strombedarf von Adlkofen zu 100 Prozent aus erneuerbaren Energien gedeckt werden.

#### Stromnetze
Das Stromnetz auf Gemeindegebiet wird durch die Bayernwerk AG betrieben, welche bis 30. Juni 2013 unter E.ON Bayern AG firmierte. Adlkofen wird heute von drei Stromtrassen durchzogen:
- 110-kV-Leitung (Altheim-Vilsbiburg / Altheim-Winhöring)
- 220-kV-Leitung (Altheim-St. Peter / Altheim-Simbach)
- 380-kV-Leitung (Isar-Ottenhofen)[178]

2012 teilte die Gemeinde mit, dass neben der bestehenden 220 kV-Leitung eine weitere 380 kV-Leitung von Altheim nach St. Peter entstehen soll. Im Juli 2013 ist das Bundesbedarfsplangesetz in Kraft getreten. Darin ist diese als Vorhaben Nr. 32 vorgesehen. Vorhabenträger ist der Netzbetreiber TenneT. Ziel der Maßnahme ist die Erhöhung der Kuppelkapazität zwischen Deutschland und Österreich. Mit der Planung der ca. 70 km langen Stromtrasse wurde bereits im Juli 2012 begonnen. Die Trassenführung ist entlang der 220-kV-Leitung (Altheim-St. Peter / Altheim-Simbach) geplant, die nach Abschluss der Maßnahme zurückgebaut wird.
1. Abschnitt vom Umspannwerk in Altheim nach Adlkofen
Ende 2013 wurde der Genehmigungsantrag für das erste sieben Kilometer lange Teilstück von Altheim nach Adlkofen gestellt. Das Planfeststellungsverfahren hierfür wurde im Januar 2014 offiziell eröffnet. Am 7. Februar 2014 fand dazu eine Informationsveranstaltung in Adlkofen statt. Bedenken und Einwände zu unterschiedlichen Planungsvarianten wurden von verschiedenen Seiten geäußert. Zehn Tage später debattierte der Gemeinderat Adlkofen über eine Stellungnahme zum Projekt. Die Entscheidung der Regierung Niederbayern ob Planungsvariante A1 (entlang der bestehenden Trasse der 220 kV-Leitung; hierzu wurde das Planfeststellungsverfahren eröffnet) umgesetzt wird oder Planungsvariante B1 (in Anlehnung an eine vorhandene 110-kV-Leitung; für diese Variante hatte sich der Bausenat der Stadt Landshut ausgesprochen) in Betracht gezogen wird, ist für Herbst 2014 vorgesehen. Nach Änderung des Genehmigungsprozesses verschob sich das Planfeststellungsverfahren bis zum Sommer 2016. Zunächst war ein Raumordnungsverfahren einzuleiten, welches im April 2015 eröffnet wurde und im Mai 2016 abgeschlossen wurde. Das Planfeststellungsverfahren ist Ende 2019 in seiner Schlussphase. Mit einem Baubeginn wird für das zweite Halbjahr 2020 gerechnet.
2. Abschnitt von Adlkofen nach Matzenhof
Für den Abschnitt 2 wurde im Januar 2018 das Planstellungsverfahren eröffnet. Am 19. Februar 2018 befasste sich der Gemeinderat Adlkofen mit dem Thema. Im Zuge der eingegangenen Stellungnahmen wurde die Trassenführung noch einmal überarbeitet. Die Vorstellung für die Öffentlichkeit ist Ende Oktober 2019 vorgesehen. Feststellungsbeschluss und Baubeginn werden für das 2021 und die Inbetriebnahme für 2023 erwartet. Ab 2023 soll dann der Rückbau der alten Leitungen erfolgen.

#### Biomasse
Zirka 13.500 MWh/Jahr werden in den sieben Biomasseanlagen auf dem Gemeindegebiet erzeugt. Die installierte elektrische Leistung beträgt knapp 2 MWpeak. Der größte Zubau fand hier in den Jahren 2007 und vor allem 2010 statt.
Biogasanlagen gibt es auf dem Gebiet der Gemeinde Adlkofen in:
- Obermusbach – 125 kWelektrisch
- Oberpettenbach (3 Anlagen) – 220 kWelektrisch, 1.146 kWelektrisch, 40 kWelektrisch
- Santing – 364 kWelektrisch
- Schwatzkofen – 364 kWelektrisch
- Willerskirchen – 110 kWelektrisch

#### Nahwärmeversorgung Adlkofen

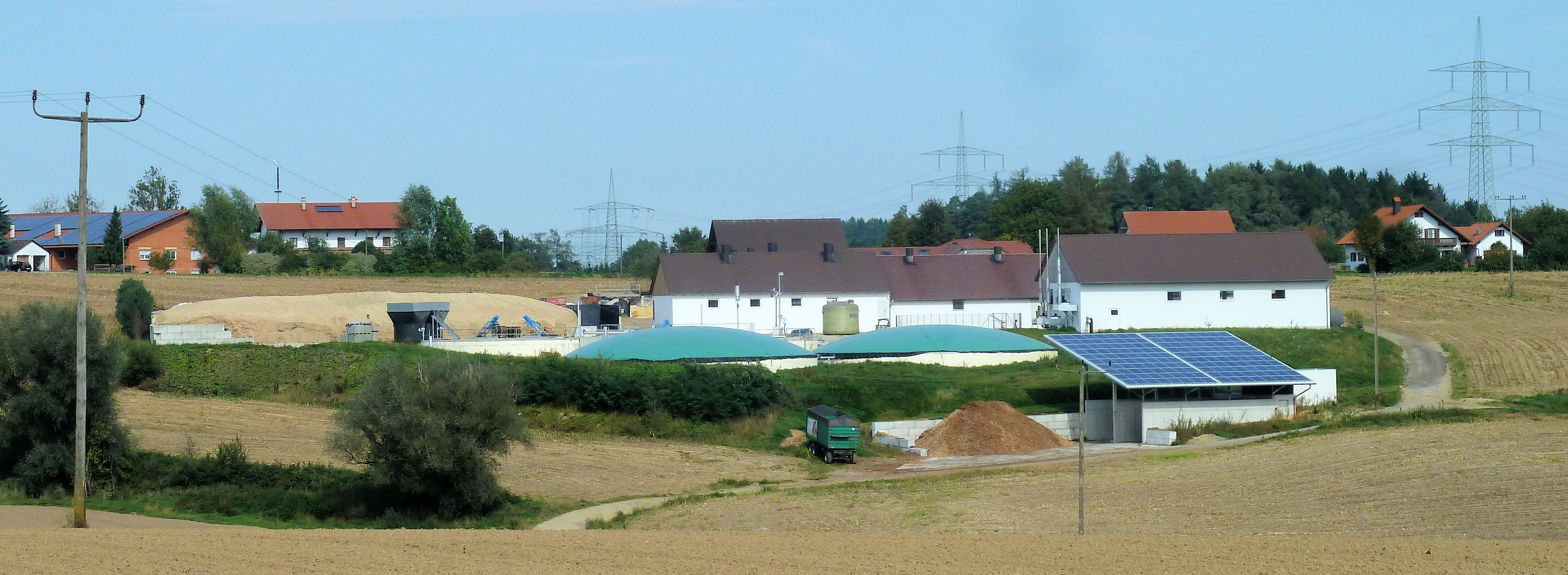
Biogasanlage in Santing

2009 beschloss der Gemeinderat im Gemeindeteil Adlkofen eine Nahwärmeversorgung einzurichten, die neben dem neuen Pflegeheim „Elisabethstift“ auch den Kindergarten, die Schule und Rathaus mit Wärme versorgen sollte. Entlang der Versorgungsleitung sollten auch weitere Verbraucher die Möglichkeit haben, sich an die Nahwärmeversorgung anzuschließen.
Erzeugt werden sollte die Wärme zunächst in einem noch zu errichtenden Hackschnitzelheizkraftwerk. Errichtung und Betrieb sowohl der Versorgungsleitung als auch des Heizkraftwerkes sollte durch einen privaten Vertragspartner erfolgen. Die Versorgung mit Brennmaterial sollte aus der näheren Umgebung erfolgen. Entsprechende Verträge wurden im November 2009 (Wärmelieferungsvertrag) sowie im 1. Quartal 2010 (Gestattungsvertrag für die Versorgungsstraße) unterzeichnet. Der vorgesehene Preis für die Wärmelieferung lag bei 36 € je kW Anschlusswert und bei rund 5 Ct je kWh bezogener Wärmemenge.
Mitte 2010 wurde der Plan verworfen, als Wärmequelle ein Hackschnitzelheizkraftwerk im Pflegeheim „Elisabethstift“ zu errichten. Die Wärmeversorgung wird nun aus der Biogasanlage in Santing erfolgen. Als Folge stieg die Versorgungsnetzlänge von bisher veranschlagten knapp 600 m auf rund 1.700 m. Die Mehrkosten hierfür betrugen eine halbe Million Euro; Anschluss- und Wärmeversorgungspreis wurden jedoch niedriger veranschlagt als für die Variante mit Hackschnitzel. Anfang September nahm die Biogasanlage in Santing ihren Betrieb auf. Somit konnten zum Winter 2010/2011 die Schule, der Kindergarten, das Pflegeheim Elisabethstift und einzelne Privathäuser mit Nahwärme versorgt werden. Neben einer Heizkostensenkung für die gemeindlichen Gebäude, konnte CO2-Ausstoß hierfür um etwa 250 Tonnen pro Jahr gesenkt werden. Die Prüfung eines Anschlusses an das Nahwärmenetz des in direkter Nähe zur Biogasanlage in Santing gelegenen neuen Baugebietes Adlkofen Nord 1 wurde veranlasst.
Im Frühjahr 2013 wurden das Rathaus, das Baugebiet „Alte Säge“ und weitere Privathaushalte an das Nahwärmenetz angeschlossen. Die Kapazitäten der Biogasanlage in Santing sind damit ausgelastet.

#### Nahwärmeversorgung Reichlkofen
2009 wurden die Versorgungsleitungen für die Nahwärmeversorgung in Reichlkofen erstellt. Ebenfalls nahm die Biomasseheizanlage ihren Betrieb auf. Zum Winterbeginn 2009/2010 werden die ersten Haushalte mit Nahwärme versorgt.

#### Geothermie
Für eine hydrothermale Energiegewinnung fehlen Adlkofen die geologischen Voraussetzungen. Anders jedoch sieht es bei der Nutzung der oberflächennahen Geothermie aus. Auch wenn das Niveau mit einer mittleren Temperatur an der Erdoberfläche in Bayern mit zirka 7 bis 12 °C relativ niedrig ist, kann es durch den Einsatz von Wärmepumpen nutzbar gemacht werden, was in Adlkofen zum Beispiel für Heizzwecke in Einfamilienhäusern geschieht.

#### Photovoltaik
Adlkofen bietet gute Voraussetzungen für die solare Energiegewinnung. Die mittlere jährliche Sonnenscheindauer liegt bei zirka 1700 bis 1750 Stunden. Bezogen auf die mittleren Tageswerte in Stunden liegt Adlkofen dabei von März bis Oktober über dem Durchschnitt des Landkreises Landshut.
Fast 11.500 MWh/Jahr Solarstrom werden mit etwa 430 Anlagen auf Dächern von privaten wie gewerblich oder landwirtschaftlich genutzten Gebäuden produziert. Daneben gibt es auch eine Freifläche in Pöffelkofen, auf der sich die größte Photovoltaikanlage im Gemeindegebiet mit 1.527 kW befindet. Die installierte elektrische Leistung beträgt knapp 11 MWpeak. Der größte Zubau fand hier in den Jahren 2009, 2010 und 2011 statt. 2012 ging der Zubau bereits deutlich zurück. Für den Bau der Anlage bei Pöffelkofen wurde vom Gemeinderat im Februar 2009 beschlossen, eigens einen Bebauungsplan „Sondergebiet Photovoltaik Pöffelkofen (S05)“ aufzustellen, welcher am 12. April 2010 in Kraft trat. Dieser umfasst eine Grundfläche von max. 23.010 m². Ende 2018 fand der Spatenstich für eine zweite Freiflächenanlage am Wolfsbach statt. Diese soll im 1. Halbjahr 2019 fertig gestellt sein und 3 Millionen kWh Strom pro Jahr ins Netz einspeißen.
Im Juli 2012 wurde das Anbringen einer Photovoltaikanlage auch auf öffentlichen Gebäuden im Gemeinderat diskutiert. Als mögliche Standorte wurden hier der örtliche Bauhof und die Grundschule genannt. Beschlossen wurde dann die Errichtung einer solchen Anlage auf dem Dach der Schüttguthalle des Bauhofes. Eine Vergabeentscheidung für den Bau dieser Anlage wurde zunächst für Mitte 2013 erwartet, steht aber noch aus.

#### Windkraft

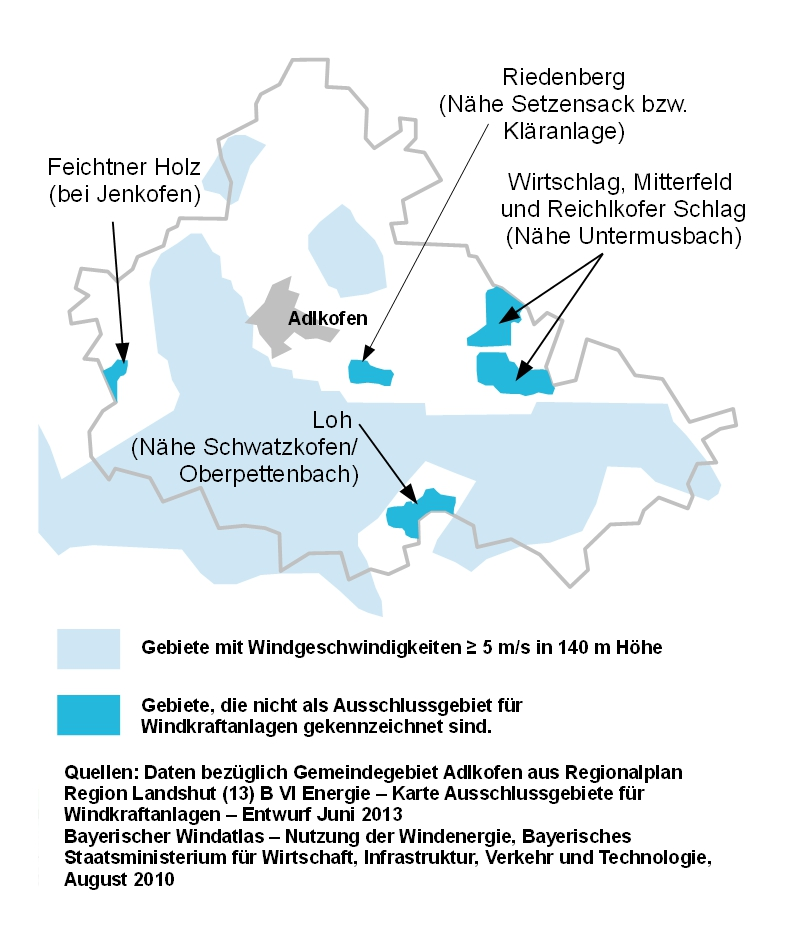
Flächen für eine eventuelle Nutzung der Windkraft.

Aktuell gibt es keine Windkraftanlagen auf Gemeindegebiet. Die Windgeschwindigkeiten auf dem Gemeindegebiet liegen in 140 m Höhe im Bereich von 4,5 m/s beziehungsweise 5 m/s. Für eine etwaige Nutzung der Windkraft gibt es durchaus geeignete Flächen. Verhandlungen durch die Gemeinde mit Interessenten werden bereits geführt.
Gemäß aktueller Vorlage für eine Verordnung zur Änderung des Regionalplans Landshut (Aufstellung eines Kapitels B VI Energie/Teilbereich Wind) des Regionalen Planungsverbandes Landshut, gibt es auf dem Gebiet der Gemeinde Adlkofen weder Vorranggebiete (wie z. B. in der Nachbargemeinde Geisenhausen) noch Vorbehaltsgebiete für die Errichtung und den Betrieb raumbedeutsamer Windkraftanlagen. Der größte Teil des Gemeindegebietes fällt unter die Kategorie Ausschlussgebiet für Windkraftanlagen. Damit ist die Errichtung raumbedeutsamer Windkraftanlagen in diesen Bereichen unzulässig.
Die Bereiche mit Windgeschwindigkeiten von 5 m/s in 140 m Höhe gehören demnach zu den Ausschlussgebieten, in den keine Windkraftanlagen errichtet werden dürften. Die Gebiete, in denen prinzipiell Windkraftanlagen errichtet werden könnten, liegen im Bereich mit Windgeschwindigkeiten von 4,5 m/s in 140 m Höhe.
Gemäß Gemeinderatsbeschluss vom 13. Mai 2013 wird gegen diesen Entwurf kein Einwand erhoben. Mit Bescheid vom 13. Januar 2014 wurde von der Regierung von Niederbayern dieser Entwurf mit der Sechsten Verordnung zur Änderung des Regionalplans Landshut für verbindlich erklärt.

### Öffentliche Einrichtungen
2005 wurden neue Räumlichkeiten für das Rathaus der Gemeinde erworben. 2006 wurde mit den Planungen für den Umbau des Rathauses begonnen. Im November 2006 wurden mit den Umbauarbeiten begonnen und im Sommer 2007 abgeschlossen. Im Zuge des Umbaus wurde ein Bürgerbüro eingerichtet, welches nun als zentrale Anlauf- und Informationsstelle im Rathaus dient.
2006/2007 wurde eine Urnenstele im gemeindlichen Friedhof errichtet. Seit Frühjahr 2007 sind hier Urnenbestattungen möglich. 2011 wurden der Wirtschaftshof, die Leichenhalle und das Wegenetz auf dem Friedhof modernisiert.
Insgesamt fünf Freiwillige Feuerwehren gibt es aufgeteilt auf die Gemeindeteile Adlkofen, Deutenkofen, Günzkofen, Jenkofen und Reichlkofen. Bis 1977 war die Löschgruppe Günzkofen Teil der Freiwilligen Feuerwehr Adlkofen, von der sie sich 1978 ablöste. 1979 erhielt sie durch das Landratsamt die Eigenständigkeit als Freiwillige Feuerwehr Günzkofen. 2005 wurde die Freiwillige Feuerwehr in Jenkofen mit einem neuen Feuerwehrfahrzeug ausgestattet. Der 3. Platz des Ostbayerischen Feuerwehrpreies ging 2014 an die Freiwillige Feuerwehr Adlkofen für die Initiierung eines Wahlfaches „Realschule und Feuerwehr“ an der Realschule Landshut.
2005 hat das Bayerische Rote Kreuz in Adlkofen einen Stützpunkt der ambulanten Pflege eingerichtet. Im April 2015 kommt eine Allgemeinarztpraxis hinzu.
Für die Bürger von Adlkofen ist die Polizeiinspektion Vilsbiburg zuständig.

#### Seniorenheim Elisabethstift
Für Adlkofen und das unmittelbare Einzugsgebiet hatten Berechnungen auf Grundlage des Bayerischen Landesaltenplans einen Bedarf von zirka 50 Wohn- und Pflegeplätzen ergeben. Anfang 2007 begann die Gemeinde Adlkofen mit der Diakonie in Landshut Gespräche zu führen über die Errichtung eines Pflegeheimes in Verbindung mit betreutem Wohnen. Die Realisierung sollte zunächst über eine Stiftung erfolgen, über die ein Vorabverkauf von Pflege- und betreuten Wohnplätzen stattfinden sollte. Zum Jahresende 2007 arbeitete die Diakonie Landshut mit einer Münchner Investorengruppe den Mietvertrag aus und die Grundstücksverhandlungen wurden vorangetrieben. Im ersten Halbjahr 2008 sollte dann mit dem Vorabverkauf der ersten Plätze begonnen werden. Mit der Zustimmung des Kuratoriums der Diakonie für den Betrieb wurde in der zweiten Jahreshälfte 2008 die Realisierung zusammen mit der Gemeinde Adlkofen und dem Investor WOB Immobilien GmbH vorangetrieben. Der Mietvertrag für das Seniorenheim hat eine Laufzeit von 25 Jahren und enthält eine Verlängerungsoption von zusätzlichen 5 Jahren. Baubeginn war im Juni 2009 und Ende desselben Jahres wurde auch das Richtfest gefeiert. Die Arbeiten zur Fertigstellung wurden während der Wintermonate weitergeführt sowie die Planungen für die Außenanlagen und die Erschließung durchgeführt. 2009 waren bereits alle Pflegeappartements verkauft.
Anfang 2010 fand ein Informationsabend zum Seniorenwohn- und Pflegezentrum „Elisabethstift“ statt. Dabei wurde das Haus und seine Einrichtungen der Öffentlichkeit vorgestellt. Im ersten Halbjahr 2010 wurde die Gestaltung der Außenanlagen abgeschlossen. Das Seniorenheim Elisabethstift nahm am 1. Juli 2010 seinen Betrieb auf. Es bietet Platz für 47 pflegebedürftige Personen und befindet sich in der Trägerschaft des Diakonischen Werks. Die Bewohner sind in 39 Einzelzimmern und vier Zweier-Apartments auf zwei Stationen untergebracht. Im Zuge der Eröffnung wurde Ende Juli ein Tag der offenen Tür veranstaltet. Das Betreuungsangebot umfasst zum Beispiel Musiktherapie, Kochen und Backen, Gymnastik, Gruppenbetreuung oder auch Rollstuhl-Ausflüge. Die offizielle Einweihung des Hauses war am 9. Oktober 2010. Schon kurz nach Eröffnung wurde ein Antrag zur Einrichtung von Plätzen für die Tagespflege eingereicht und die Kurzzeitpflege in das Angebot integriert.

### Bildung

#### Schulen
Adlkofen zählt zu den ältesten Schulorten des Landkreises Landshut. Bereits 1635 ist eine Lehrerfamilie namentlich feststellbar. Ein erstes Schulhaus wurde 1826 an der Hauptstraße in Adlkofen errichtet. 1997 wurde es wieder abgerissen. 1892 war dann das zweite Schulhaus erbaut worden, in dem sich heute das Rathaus und ein Geldinstitut befinden. 1964 wurde dann das heutige Schulhaus zunächst mit vier Klassen errichtet. Es ist damit das dritte Schulhaus in Adlkofen. 1974 bis 1976 wurde die Schule um weitere vier Klassenzimmer vergrößert sowie um eine Turnhalle erweitert. 1916 bis 1974 bestand auch in Günzkofen eine aus zwei Klassen bestehende Grundschule, die im Zuge der Landschulreform wieder aufgelöst wurde. Dennoch ist die Organisation der Schule der Entwicklung der Gebietsreform nicht gefolgt. So besuchen Kinder der Gemeinde Adlkofen auch auswärtige Grund- und Hauptschulen. Das Schulgebäude wurde 1991 grundlegend umgebaut und von acht auf zehn Klassen erweitert.
An der Schule in Adlkofen gab es bis 2005 neben der Grundschule mit erster bis vierter Klasse auch eine Teilhauptschule mit fünfter und sechster Klasse. Durch Beschluss des Landtages 2004 wurde in Adlkofen die Teilhauptschule mit den 5. und 6. Klassen aufgelöst. Auf Anweisung der Regierung von Niederbayern wurde der entsprechende Schulsprengel der Teilhauptschule Adlkofen dem Schulsprengel Geisenhausen zugeordnet. Damit scheiterte der Versuch eine gemeinsame Hauptschule mit Kirchberg zu bilden. Auch Versuche der Gemeinde Adlkofen und der betroffenen Eltern die Beschulung der Kinder in Schönbrunn (Stadt Landshut) fortzuführen blieben damit erfolglos und die Abschlussklasse wurde an die neue Schule nach Geisenhausen überführt. Für die geänderte Schülerbeförderung nach Geisenhausen bringt die Gemeinde zusätzlich rund 23.000 € pro Jahr auf. Somit werden seit dem Schuljahr 2005/2006 nur noch vier Jahrgangsstufen weitgehend zweizügig unterrichtet.
Es gibt eine Mittags- und Hausaufgabenbetreuung.
Unterstützung und Förderung erhält die Grundschule Adlkofen auch vom Verein „Schule und Freizeit Adlkofen“ e. V., der 1995 gegründet wurde.
2010 bis 2011 wurde die Schule einer energetischen Sanierung unterzogen und an das Nahwärmenetz der Gemeinde angeschlossen. Im Schuljahr 2011/2012 wurden in sechs Klassen insgesamt 110 Kinder unterrichtet.
Im Schuljahr 2012/13 waren an der Grundschule Adlkofen sieben hauptamtliche Lehrkräfte tätig und es wurden 99 Schüler unterrichtet.
Im Rahmen der 72-Stunden-Aktion „Uns schickt der Himmel“ des BDKJ in Deutschland wurde der Schulgarten durch die Katholische Landjugend im Juni 2013 rundum erneuert.

#### Kindergarten
Der erste Kindergarten in Adlkofen bestand bereits von 1939 bis 1944 als sogenannter Erntekindergarten in der Landshuter Straße 28. 1973 wurde auf Initiative von Eltern ein Vorschulkindergarten im Schulgebäude eingerichtet, der bis zur Eröffnung eines viergruppigen Kindergartens 1977 „Am Himmelreich“ betrieben wurde. 1993 wurde der Kindergarten um zwei neue Gruppenräume erweitert und grundlegend umgestaltet. Der Kindergarten der Gemeinde Adlkofen zählt heute zu den am besten ausgestatteten im gesamten Landkreis. Auch ein sehr umfangreiches und vielfältiges Programm wurde in den vielen Jahren des Betriebes kontinuierlich aufgebaut. Unterstützt und gefördert wird der Kindergarten seit 1975 durch den Kindergartenverein Adlkofen e. V.
Anfang 2013 wurde mit den Planungen zum Neubau einer Kinderkrippe (ausgelegt für 12 Kinder) und mit der Generalsanierung des bestehenden Kindergartens begonnen. Im Sommer wurden entsprechende Pläne beim Landratsamt eingereicht. Im Herbst wurde von der Regierung von Niederbayern die Genehmigung für einen vorzeitigen Beginn des Ersatzneubaus des Kindergartens Adlkofen erteilt. Darin können zwei Kindergartengruppen untergebracht sowie zusätzlich zwei Kinderkrippengruppen eingerichtet werden. Er verfügt über eine integrierte Küche mit Essensraum. Die Gesamtkosten für den Ersatzbau belaufen sich auf 770.000 Euro. Im November 2013 waren 139 Kinder angemeldet. Nach dem Spatenstich im Frühjahr 2014 konnte im Juni Richtfest gefeiert werden.

#### Gemeindebücherei
1993 wurde eine Gemeindebücherei eingerichtet. Gegenüber dem Jahr 2009 konnten 2010 die Entleihungen um 14 % gesteigert werden. Damit liegt sie über dem Nutzungstrend der Regionen Niederbayern und Oberpfalz. Am 14. April 2013 feierte sie ihr 20-jähriges Bestehen. 11.922 Medien (Bücher und Zeitschriften sowie auch digitale Medien) stehen aktuell zur Verfügung. 2013 wurde die Gemeindebücherei von E.ON bzw. der Bayernwerk AG im Rahmen seines Förderprogrammes „Bibliotheken fördern Lesen – wir fördern Bibliotheken“ mit dem „Lesezeichen“ prämiert.

## Vereine

### Aktive Vereine
DJK SV Adlkofen e. V.
Gründung: 2. Dezember 1961

Mitgliederzahl: 870 (Stand 2014)

Zweck: Es handelt sich hier um einen Sportverein. Es gibt eine Abteilung Fußball, Tennis, Ski und Inline, Gymnastik, Volleyball, Fitness und Sauna sowie Basketball.

Sonstiges: 2011 feierte man das 50-jährige Bestehen. Vereinsheim ist das Sportheim gelegen Am Himmelreich 46. Im Sommer 2015 fusionierte er mit dem Sportclub Adlkofen e. V. (SC Adlkofen).
Freiwillige Feuerwehr Adlkofen
Gründung: 1895

Mitgliederzahl: 58 Aktive (Stand 2019)

Sonstiges: Vom 5. bis 8. Juni 2020 feiert sie ihr 125-jähriges Bestehen.
Heimat- und Trachtenverein Adlkofen e. V.
Gründung: 1. Januar 1947 (als „Volks- und Gebirgstrachtenerhaltungsverein Almenrausch Blumberg“)

Mitgliederzahl: 292

Zweck: Erhalt und Pflege des heimatlichen Volksgutes und Brauchtums.

Sonstiges: 1997 feierte der Verein sein 50-jähriges Bestehen.
Katholische Landjugendbewegung (KLJB) – Ortsgruppe Adlkofen
Gründung: 1950 (erste lose Strukturen bereits 1947/1948 vorhanden)

Mitgliederzahl: >100

Zweck: Die Leitsätze der KLJB umfassen das Finden des rechten Verhältnisses zu sich sefbst, seinen Mitmenschen und Gott. Die KLJB bildet eine Gemeinschaft innerhalb der kirchlichen Gemeinde auf dem Land und pflegt offenes Gespräch und gemeinsame Aktionen. Ihr Engagement speist sich aus dem Geist des Evangeliums. Sie beteiligt sich an der Entwicklung des Landes und der Gesellschaft zur Bewahrung der Schöpfung und pflegt internationale Solidarität.
Hierzu werden Seniorennachmittage, Feste, Faschings- und Theaterveranstaltungen sowie Ausflüge durchgeführt und Jugendgottesdienste organisiert.
Kindergartenverein Adlkofen e. V.
Gründung: 6. März 1974

Mitgliederzahl: 118 (Stand: 2014)

Zweck: Unterstützung des Kindergartens in Adlkofen sowie die Förderung bedürftiger Kinder im Vorschulalter in der Gemeinde. 2014 feierte man das 40-jährige Bestehen.
Krieger- und Soldatenkameradschaft Adlkofen
Es wird jährlich ein Grillfest für die Bevölkerung veranstaltet.
Liederkranz Adlkofen
Gründung: 1954

Mitgliederzahl: 151 darunter 34 aktive Sänger (Stand 2017)

Zweck: Chorgesang

Sonstiges: Im Juli 2014 feierte er sein 60-jähriges Bestehen.
Motorradfreunde Adlkofen
Gründung: 18. Februar 2001

Mitgliederzahl: 60

Zweck: Ausüben des Hobbys Motorradfahren in der Gruppe.
Partnerschaftsverein Adlkofen-Badia Calavena e. V.
Gründung: Februar 2005 (Erste Kontakte mit Badia Calavena wurden bereits seit 1980 aufgebaut.)

Mitgliederzahl: 95 (Stand: November 2019)

Zweck: Förderung der Partnerschaft zwischen den Bürgern und Vereinen der beiden Gemeinden Adlkofen und Badia Calavena. Hierzu finden Fahrten nach Badia Calavena statt.
Reit- und Fahrverein (RFV) St. Leonhard Adlkofen e. V.
Gründung: 14. Juni 1975

Mitgliederzahl: zirka 70 (Stand: November 2015)

Zweck: Förderung der Ausübung des Reitsports, der Information und Ausbildung im Reitsport sowie die Bereitstellung von Sportanlagen.

Sonstiges: Seit 1985 verfügt der Verein über einen eigenen Reitplatz in Brunn. 2015 feierte man sein 40-jähriges Bestehen.
Schule und Freizeit e. V.
Gründung: Juli 1995

Mitgliederzahl: zirka 100

Zweck: Die Förderung der Grundschule Adlkofen, der dortigen Mittagsbetreuung und weiterer Betreuungsmöglichkeiten, Organisation und Durchführung von Freizeit- und Bastelangeboten sowie eines Ferienprogrammes.
Siedler- und Eigenheimervereinigung Adlkofen e. V.
Gründung: Dezember 1968 (Eintrag ins Vereinsregister 7. Dezember 1977)

Mitgliederzahl: zirka 400 (Stand: 2001)

Zweck: Förderung des Siedlungs- und Eigenheimgedankens, Vertretung der Interessen seiner Mitglieder gegenüber Gesetzgebung, Verwaltung, Spitzenverbänden und in der Öffentlichkeit, Beratung in allen mit der Siedlung und dem Eigenheim zusammenhängenden Rechts-, Steuer- und Versicherungsfragen, Vermittlung von Versicherungsschutz an die Mitglieder, Pflege des einschlägigen Schrifttums durch Fachzeitschriften und Mitteilungsblätter.

Sonstiges: 2009 wurde das 40-jährige Bestehen gefeiert.
Waldschützen Blumberg e. V.
Gründung: Herbst 1952

Mitgliederzahl: 201 (Stand: 12. Januar 2012)

Zweck: Schützenverein

Sonstiges: Vereinsheim ist das Gasthaus Westermeier, Blumberg. 2012 wurde das 60-jährige Bestehen des Vereines gefeiert.

### Ehemalige Vereine
Sportclub Adlkofen e. V. (SC Adlkofen)
Gründung: 24. Februar 1988

Mitgliederzahl: ?

Zweck: Förderung der sportlichen Betätigung der Allgemeinheit durch Turn-, Sport- und Spielübungen, Förderung entsprechender Lehrveranstaltungen und Versammlungen sowie der Instandhaltung der Sporteinrichtungen und -geräte sowie des Vereinsheimes. Hierzu werden derzeit folgende Sparten angeboten: Dart, Sportkegeln, Schach, Tischtennis.

Sonstiges: Vereinsheim ist das Gasthaus Westermeier, Blumberg. Im Sommer 2015 fusionierte er mit dem DJK SV Adlkofen.

## Persönlichkeiten

### Ehrenbürger
- Georg Eierkaufer (†)
- Franz Xaver Hofbauer († 8. Mai 2007)
- Ernst J. Schröder
- Michael Loreh
- Manfred Wanner (†)
- Franz Xaver Gallecker, Bürgermeister von 1990–2002 (verliehen 2017)[254]

### Söhne und Töchter der Gemeinde
- Fritz Anders, Honorarprofessor, Landgerichtspräsident a. D. (Bundesverdienstkreuz 1. Klasse)
- Hans Miera (* 8. März 1919), Lokalreporter der Landshuter Zeitung
- Ignaz Mayer-Frauenberg (* 31. Juli 1874; † 9. Juli 1932), Porträt- und Landschafts-Maler, geboren in Birnkofen
- Karin Lindenmüller (* 1970), Keramikerin und Malerin mit Atelier in Engkofen
- Walter Proebst (* 1934; † 24. Juli 2017), Rennfahrer (1000-km-Rennen am Nürburgring 1974)